# Monuments religieux de la Dordogne
Cet article contient une liste des monuments religieux de la Dordogne.

## Liste
- Haut – A
- B
- C
- D
- E
- F
- G
- H
- I
- J
- K
- L
- M
- N
- O
- P
- Q
- R
- S
- T
- U
- V
- W
- X
- Y
- Z

### A

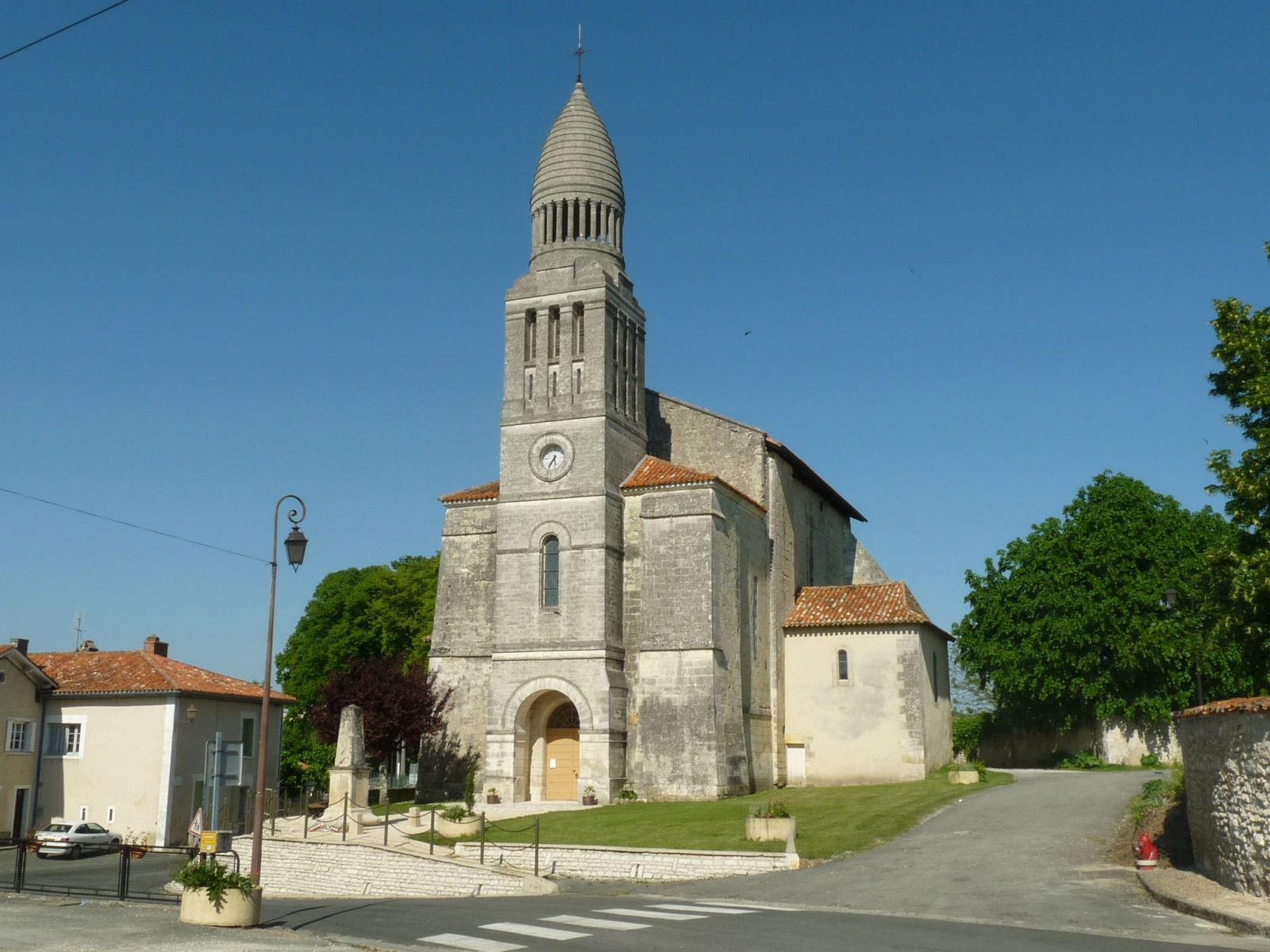
Allemans : église Saint-Pierre-aux-Liens.

- Abjat-sur-Bandiat : église Saint-André (remaniée aux XVe et XVIIe siècles, inscrite MH)
- Agonac : 
  - église Saint-Martin (XIe et XIIe siècles, rénovée fin XIXe siècle, classée MH)
  - chapelle Notre-Dame (XIXe siècle)
- Allemans : église Saint-Pierre-aux-Liens (XIIe et XVe siècles)
- Annesse-et-Beaulieu :
  - église Saint Blaise (d’Annesse, XIIe siècle, inscrite MH)
  - église Saint Mandé (de Beaulieu, XIIe siècle)
- Augignac : église Saint-Martial (XIIe siècle, restaurée au XIXe siècle)
- Auriac-du-Périgord :
  - chapelle Saint-Rémy
  - église Saint-Étienne (XIIe et XIVe siècles)
- Azerat :
  - chapelle Notre-Dame-de-Bonne-Espérance (XIIIe siècle, modifiée du XVe au XIXe siècle, inscrite MH)
  - église Saint-Martin

### B

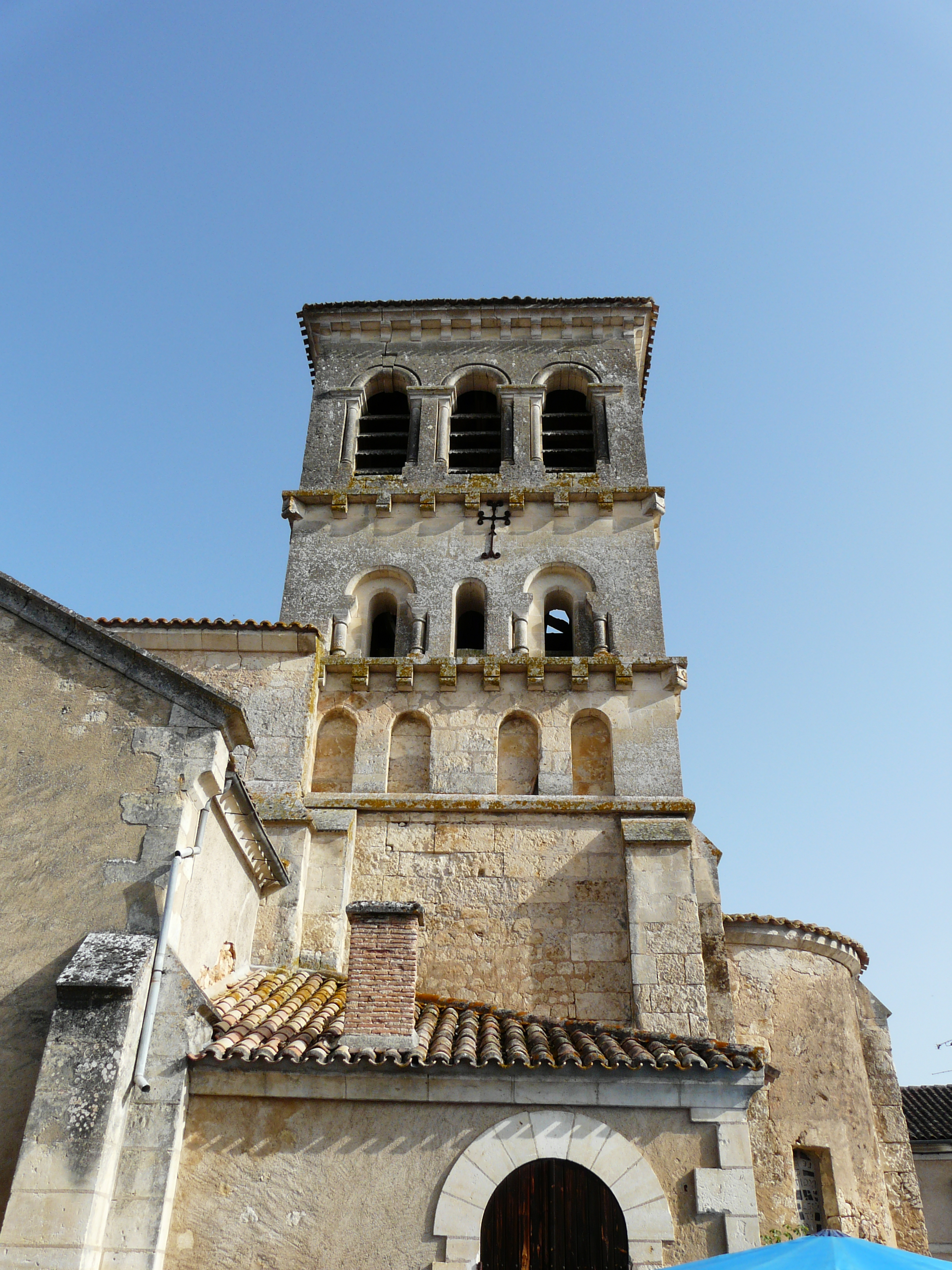
Beauronne : église Notre-Dame de la Nativité.

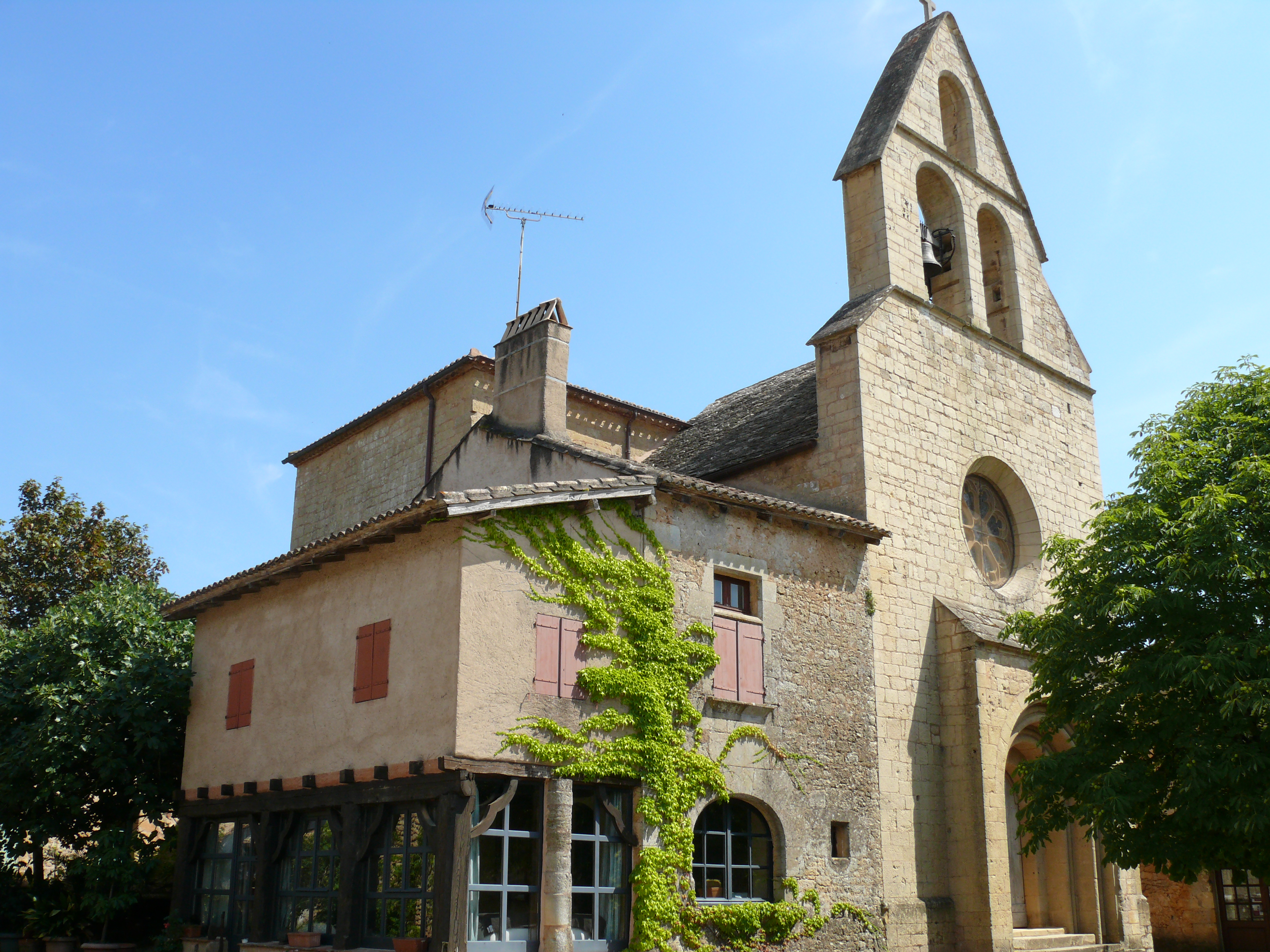
Biron : église Notre-Dame-du-Bourg.

- Bassillac : église Invention-de-Saint-Étienne (remaniée au XVIe siècle)
- Bayac : église Saint-Pierre-ès-Liens (XIXe siècle)
- Beauronne : église Notre-Dame de la Nativité (XIIe siècle remaniée, inscrite MH)
- Beaussac : église Saint-Étienne (XIIe siècle, inscrite MH)
- Bergerac :
  - temple de l'église protestante unie de France
  - église Notre-Dame (XIXe siècle, classée MH)
- Bertric-Burée : église Saint-Pierre et Saint-Paul (XIIIe siècle, remaniée à la fin du XIXe siècle)
- Biras : église Saint-Cloud (XIIe siècle, retouchée au XIXe siècle)
- Biron (XIIe et XIIIe siècles)
- Boisse
- Boulazac :
  - église Saint-Jean-Baptiste
  - chapelle Saint-François d'Assise (inaugurée en 1990)
- Bourdeilles : 
  - église Saint-Pierre-ès-Liens (XVe et XIXe siècles)
  - chapelle Notre-Dame (XVIIe siècle)
- Bourg-des-Maisons : église Sainte-Marie (XIe siècle, peintures des XIVe et XVIe siècles)
- Bourg-du-Bost : église Notre-Dame-de-l'Assomption (XIIIe siècle, inscrite MH)
- Bourgnac : église Saint-Côme et Saint-Damien
- Bourrou :
  - église Saint-Michel
  - prieuré Notre-Dame-des-Pauvres
- Bouteilles-Saint-Sébastien : église Saint-Sébastien (inscrite MH)
- Brantôme : 
  - abbaye Saint-Pierre (classée MH)
  - église Notre-Dame (XVIe et XVIIe siècles, désacralisée à la fin du XIXe siècle)
  - église de Saint-Pardoux-de-Feix (ou Petit-Saint-Pardoux) (XIIe siècle, inscrite MH, propriété privée)
- Breuilh : église Saint-André
- Bussac : église Saint-Pierre et Saint-Paul (XIIe et XIVe siècles, inscrite MH)
- Busserolles : église Saint-Martial (XIIe et XVe siècles, inscrite MH)

### C

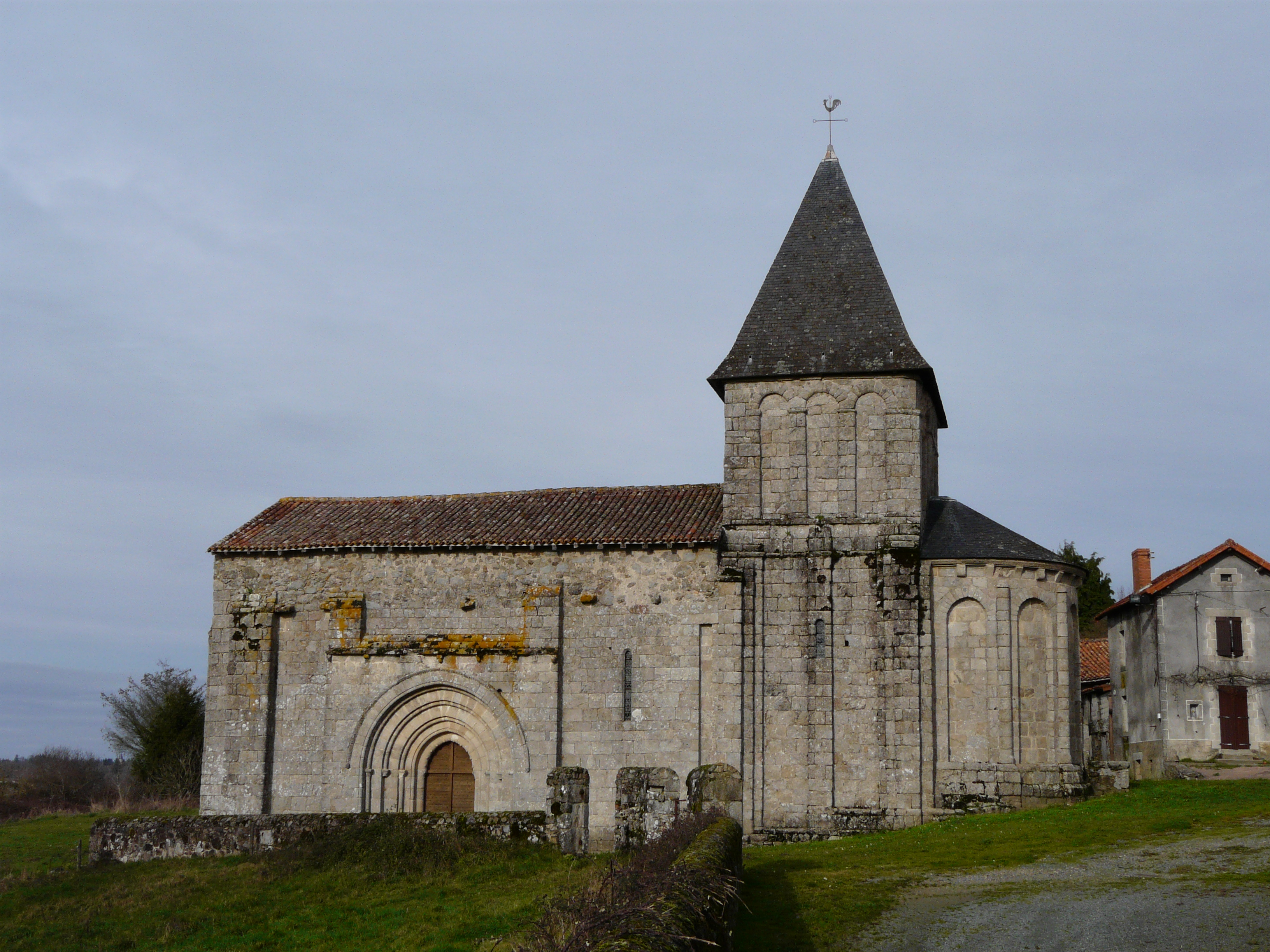
Champniers-et-Reilhac : église Saint-Paul.

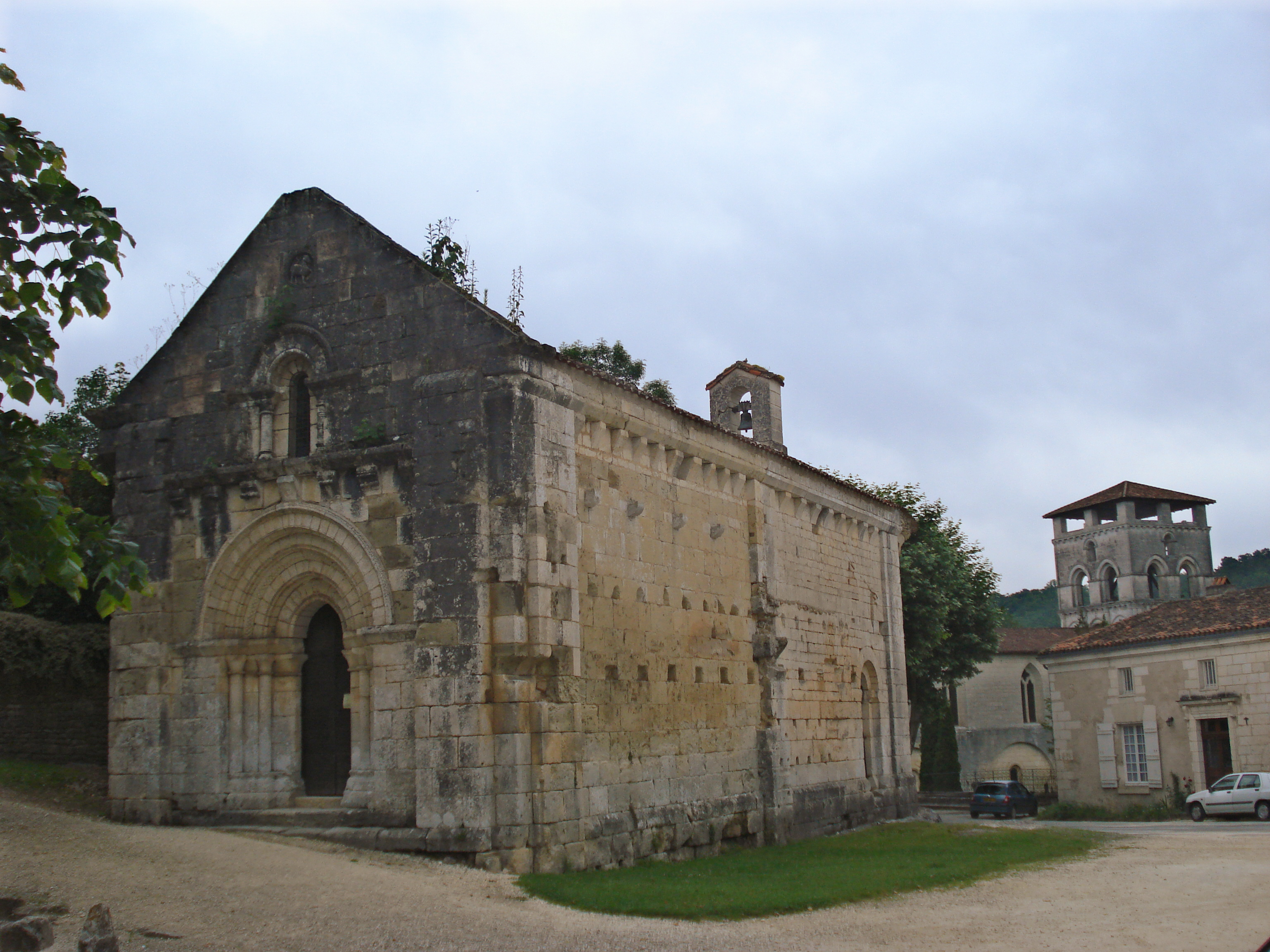
Chancelade : chapelle Saint-Jean.

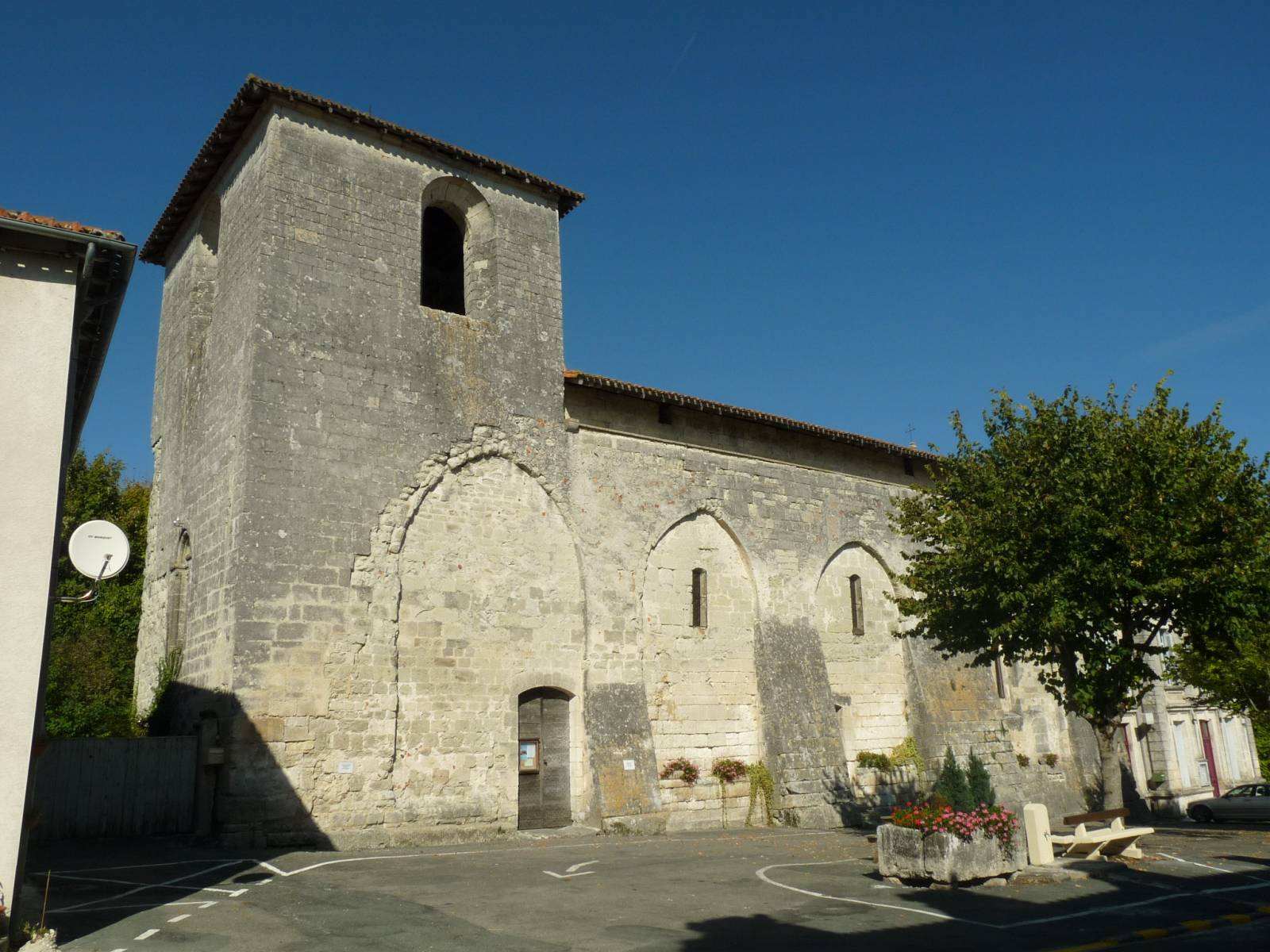
Cherval : église Saint-Martin.

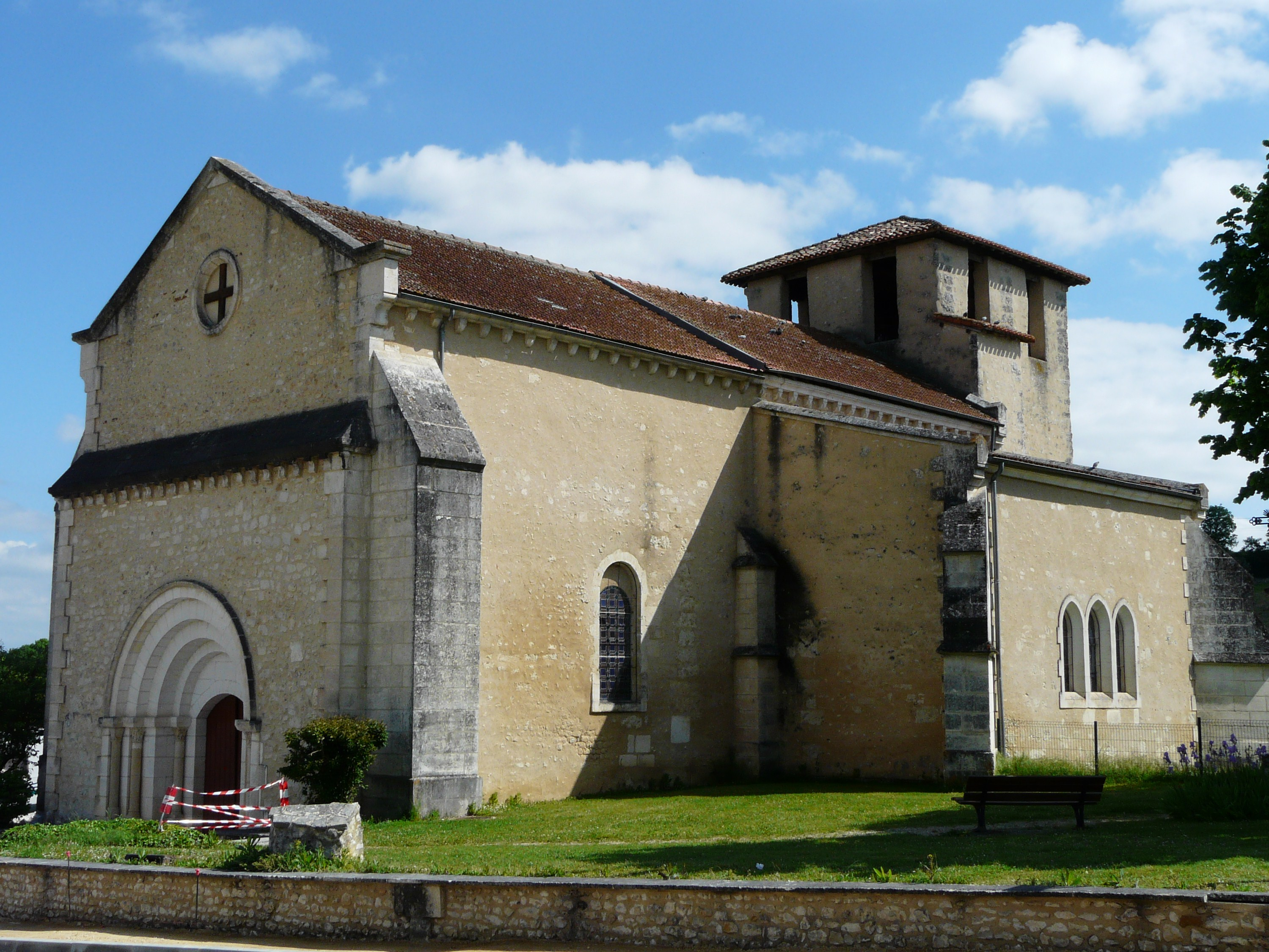
Coursac : église Saint-Martin.

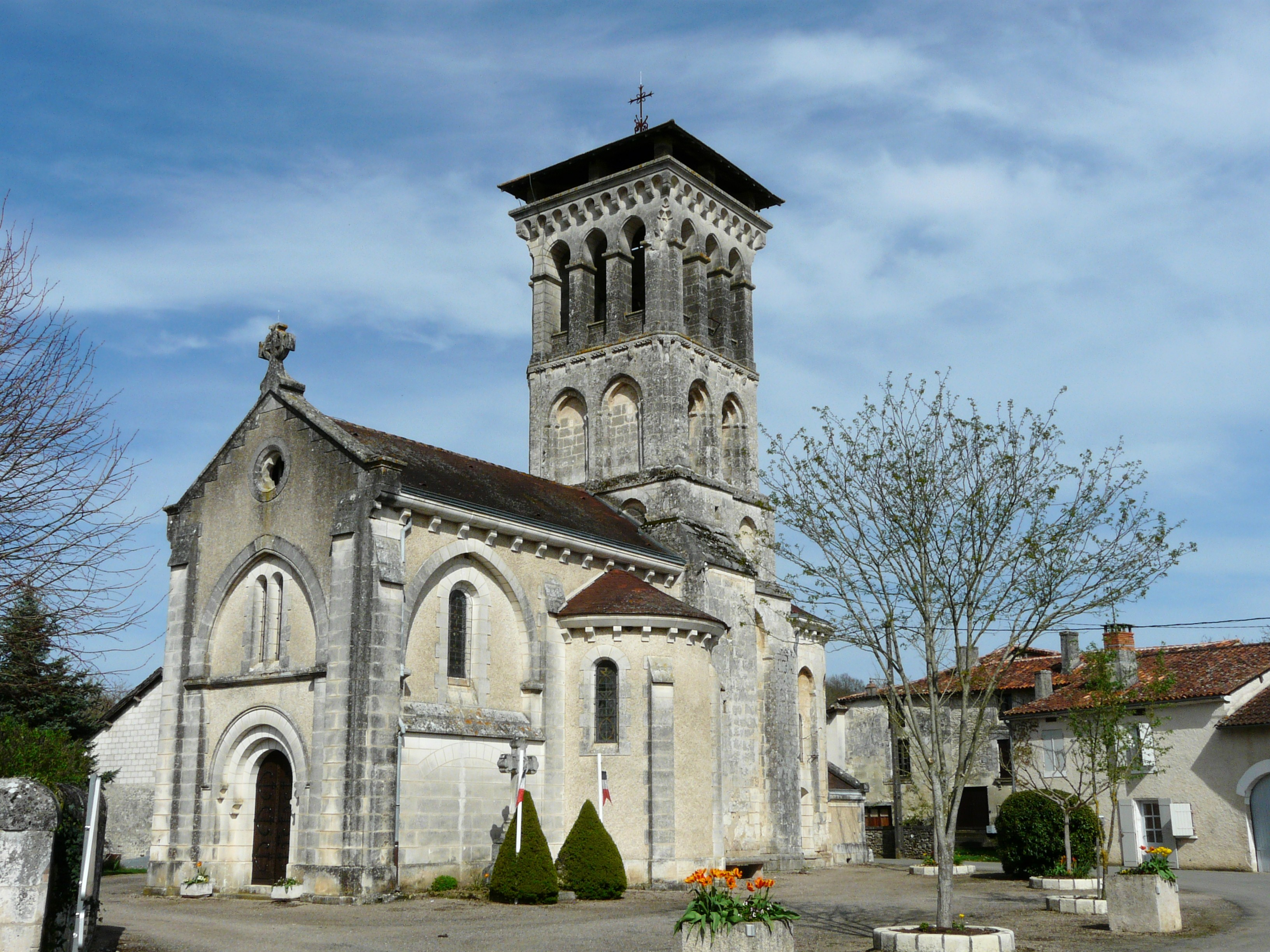
Creyssac : église Saint-Barthélemy.

- Capdrot : église Notre-Dame-de-l'Assomption
- Celles :
  - église Saint-Pierre (XIIe siècle, fortifiée au XIVe)
  - chapelle Saint-Jean-de-la-Lande (XIVe siècle)
  - chapelle Sainte-Marie (XVIIe siècle)
- Cercles :
  - église Saint-Cybard (XIIe siècle, classée au titre des monuments historiques)
  - chapelle Notre-Dame-de-Pitié (XIXe siècle)
- Champagnac-de-Belair :
  - église Saint-Christophe (XIVe et XVe siècles, inscrite aux monuments historiques)
  - chapelle Notre-Dame-de-Bon-secours (XVIIIe siècle)
- Champagne-et-Fontaine :
  - église paroissiale Saint-Martin (de Champagne, XIIe siècle, remaniée aux XIIIe siècle, XIVe et XVIe siècles, inscrite aux monuments historiques)
  - église paroissiale Saint-Jean-Baptiste (de Fontaine, XIIe et XVe siècles, inscrite monument historique)
- Champcevinel : église Saint-Marc (construite de 1874 à 1877)
- Champeaux-et-la-Chapelle-Pommier :
  - église Saint-Martin (de Champeaux, XIIe et XVIe siècles, inscrite aux monuments historiques)
  - église Saint Fiacre (de la Chapelle-Pommier, XIIe siècle, clocher fortifié au XIVe siècle, inscrite aux monuments historiques)
- Champniers-et-Reilhac :
  - église Saint-Paixent (de Champniers, XIIe et XVe siècles)
  - église Saint-Paul (de Reilhac, XIIe siècle, classée monument historique)
- Chancelade :
  - abbaye Notre-Dame (XIIe siècle, dévastée au XVIe siècle, reconstruite au XVIIe siècle)
  - église paroissiale Notre-Dame
  - chapelle Saint-Jean
- Chantérac : église-forteresse Saint-Pierre-ès-Liens (XIIe siècle, agrandie au XVe siècle, classée monument historique)
- Chapdeuil : église Saint-Astier (XIIe siècle, remplacée par une nouvelle église en 1877)
- Chassaignes : église
- Château-l'Évêque :
  - église Saint-Jean-Baptiste, (de Preyssac-d'Agonac, XIIe siècle, désaffectée, classée monument historique)
  - église Saint-Julien (XIVe siècle
- Chenaud : église paroissiale Saint-Pierre-et-Saint-Paul (XIIe siècle, remaniée au XVIIe siècle, chœur et chaire inscrits aux monuments historiques)
- Cherval : église Saint-Martin (XIIe siècle, classée monument historique)
- Colombier
- Comberanche-et-Epeluche :
  - église paroissiale Saint-Jean (de Comberanche, inscrite aux monuments historiques)
  - église Saint-Jean (ancienne église d'Épeluche)
- Condat-sur-Trincou : église Saint-Étienne (XIIe siècle, inscrite aux monuments historiques)
- Corgnac-sur-l'Isle : église Saint-Front
- Coulounieix-Chamiers :
  - église Saint-Michel (de Coulounieix, XIVe siècle)
  - église Notre-Dame-de-l'Immaculée-Conception (de Chamiers, XXe siècle)
- Coursac : église Saint-Martin
- Coutures : église Saint-Saturnin (modifiée au XVIIIe siècle, inscrite au titre des monuments historiques)
- Creyssac : église Saint-Barthélemy (XIIe siècle, modifiée au XIXe siècle)
- Creyssensac-et-Pissot :
  - église Saint-Pardoux (de Creyssensac)
  - église de Pissot
- Cubjac :
  - église Notre-Dame-de-l'Assomption (XIIIe siècle, rebâtie au XIXe siècle)
  - ancienne église de Monbayol (transformée en bâtiment agricole)

### D
- Douchapt :

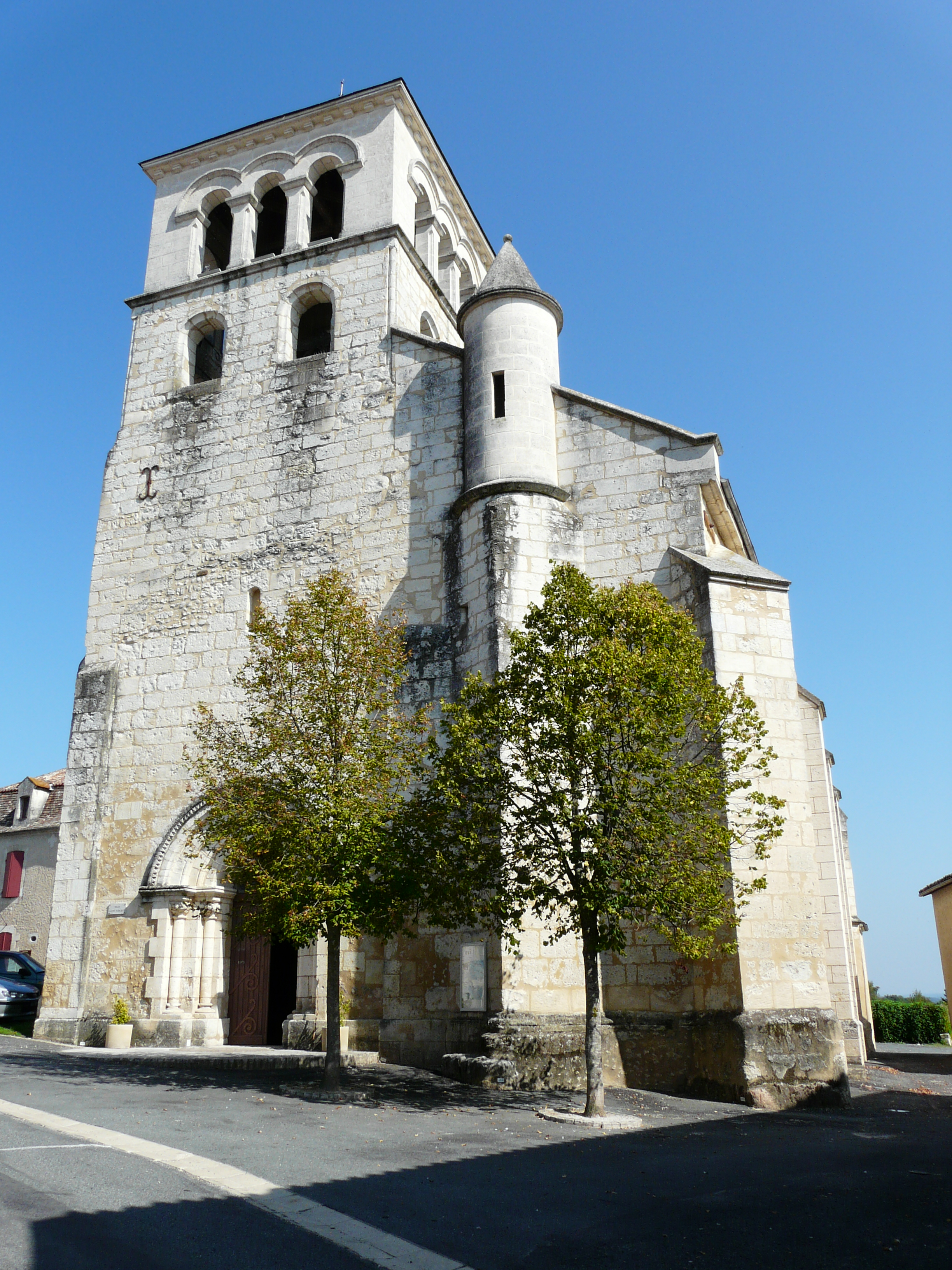
Douzillac : église Saint-Vincent.

  - église Saint-Pierre-ès-Liens (XIIe siècle, remaniée au XIXe siècle)
  - chapelle Notre-Dame-de-Pitié (XIXe siècle)
- Douzillac : église Saint-Vincent
- Dussac : église Saint-Pierre-ès-Liens

### E
- Excideuil :

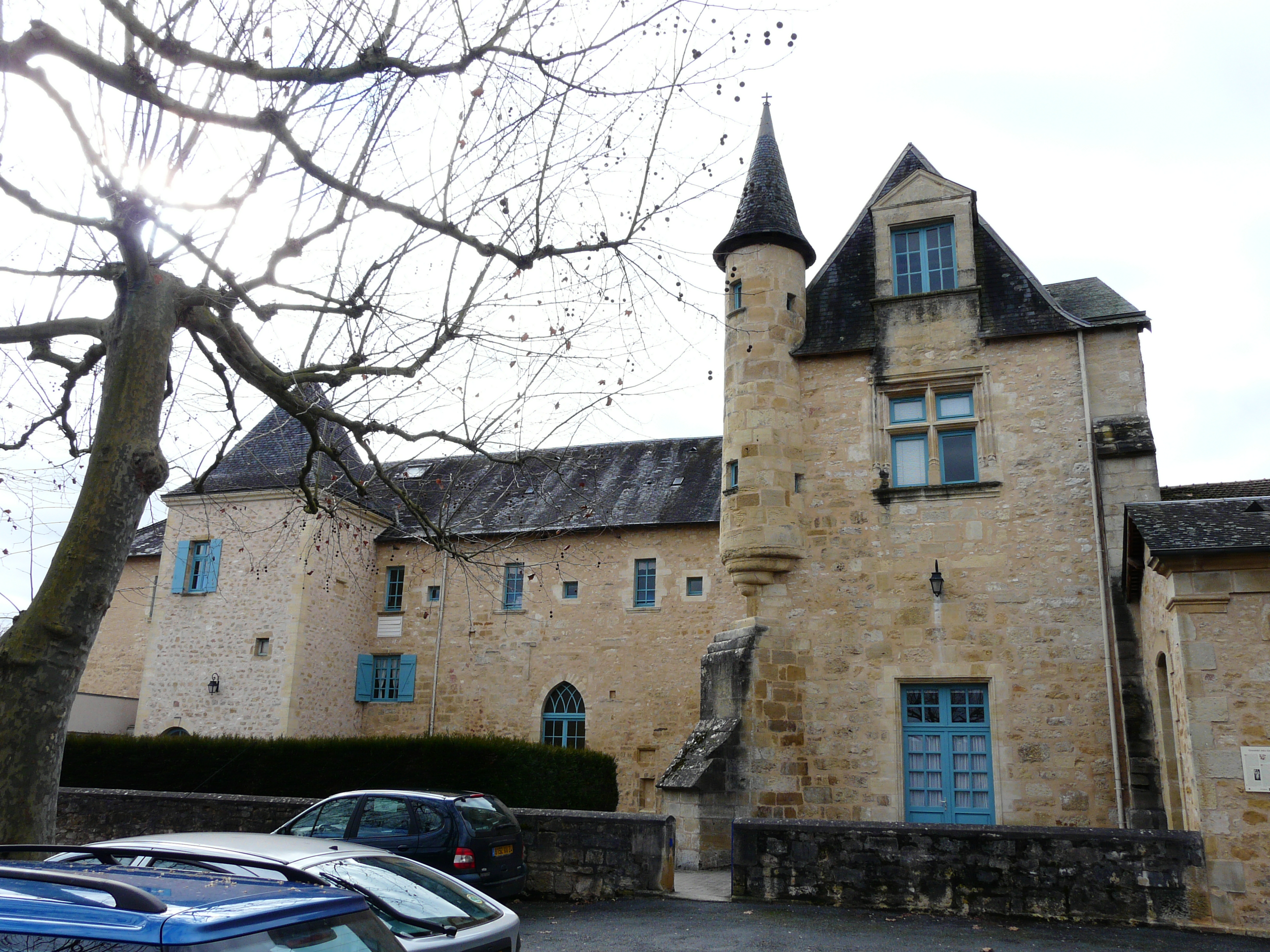
Excideuil : vestiges du couvent des Cordeliers.

  - église Saint-Thomas (modifiée au XVe siècle, inscrite aux monuments historiques)
  - couvent des Cordeliers (l'ancienne sacristie en est le seul vestige)
  - commanderie des Templiers
  - commanderie de Saint-Antoine
- Eyliac : église Saint-Martin (XIIe siècle, nef du XVIe siècle, clocher-porche du XIXe siècle, inscrite aux monuments historiques)
- Eyvirat : église Saint-Pierre-ès-Liens (chevet du XIIe siècle, restaurée au XIXe siècle)
- Eyzerac : église Saint-Martial (XIXe siècle)

É
- Échourgnac :
  - abbaye Notre-Dame de Bonne-Espérance (fondée en 1868)
  - église paroissiale Notre-Dame de l'Assomption (XIXe siècle)
  - prieuré Saint-Jean-Baptiste (fondé en 1969)
- Église-Neuve-de-Vergt : église Saint-Barthélemy (XIXe siècle, intérieur rénové en 2008)

### F
- Fanlac : ancienne église Notre-Dame-de-la-Nativité (XIIe siècle, remaniée aux XVIIe et XVIIIe siècles, renommée église de la Décollation-de-Saint-Jean-Baptiste, inscrite au titre des monuments historiques)
- Festalemps : église Saint-Martin (XIVe siècle, XIXe siècle, inscriteau titre des monuments historiques)
- Fraisse : église Saint-Martin-de-Tours

### G

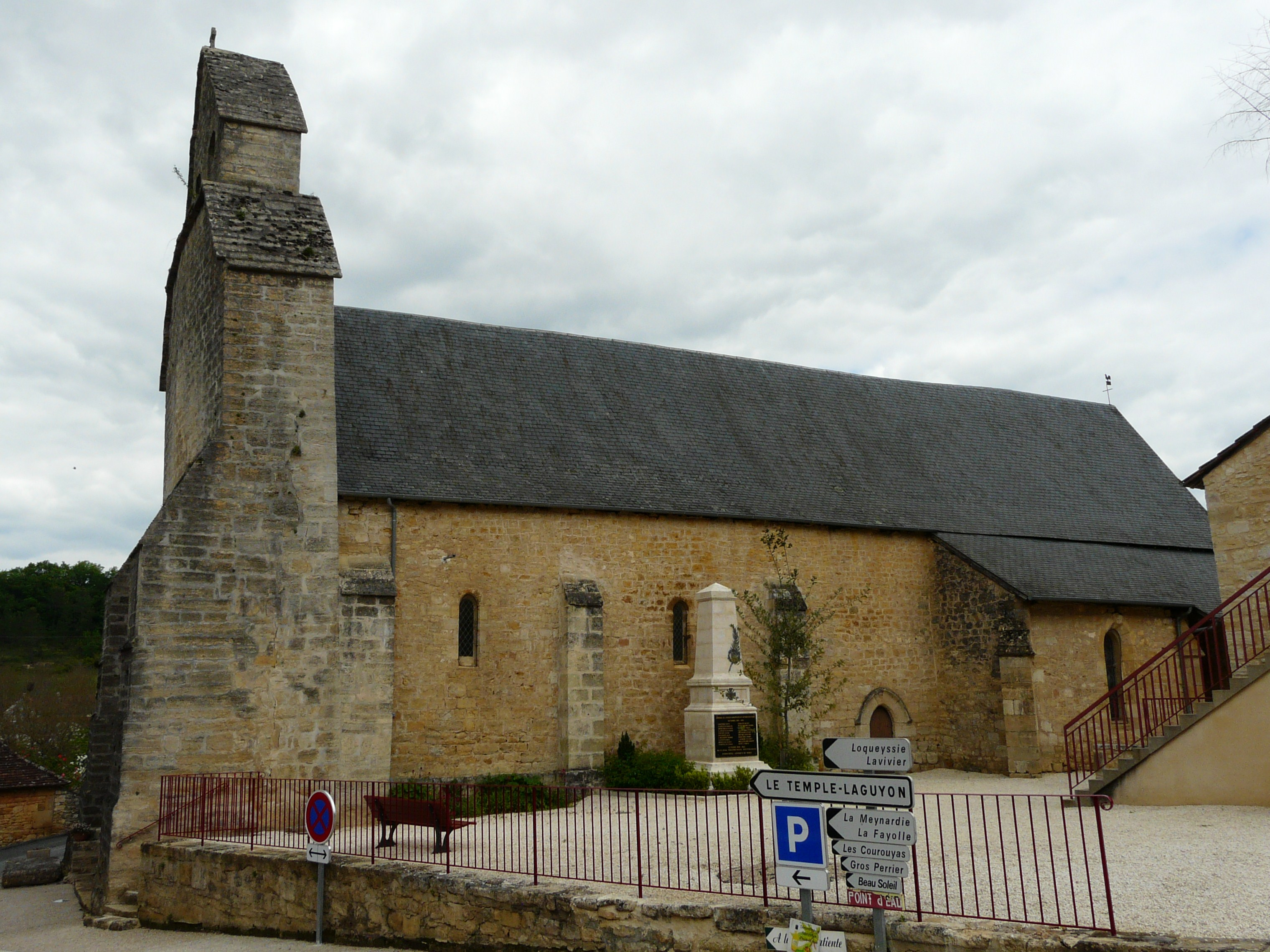
Granges-d'Ans : église Saint-Martin.

- Génis : église Notre-Dame-de-la-Nativité (XIIe siècle)
- Gout-Rossignol :
  - église Saint-Étienne (de Gout, XIIe siècle, détruite et reconstruite au XIXe siècle)
  - église Saint-Pierre-ès-Liens (de Rossignol, XIIe et XIVe siècles, restaurée en 1898, inscrite au titre des monuments historiques)
- Grand-Brassac : 
  - église Saint-Pierre-et-Saint-Paul (XIIe au XVIe siècle, classée au titre des monuments historiques)
  - ancien couvent de sœurs de la congrégation de Saint-Joseph (XVIe et XVIIIe siècles)
- Granges-d'Ans : église Saint-Martin
- Grun-Bordas : église Notre-Dame de l'Assomption (de Bordas, XIXe siècle)

### H
- Hautefaye : église Notre-Dame-de-l'Assomption
- Hautefort : église Saint-Aignan[1]. (reconstruite en 1620)

### I
- Issac : église Saint-Avit (XIIe siècle)

### J
- Jaure : église Saint-Firmin (XIIe siècle, inscrite au titre des monuments historiques)
- Javerlhac-et-la-Chapelle-Saint-Robert :
  - église Saint-Étienne (de Javerlhac, XIIe et XVIe siècles, inscrite aux monuments historiques)
  - église Saint-Robert (de la Chapelle-Saint-Robert, XIe siècle, classée monument historique)
- Jayac : église Saint-Julien

### L
- La Bachellerie
- La Chapelle-Faucher :

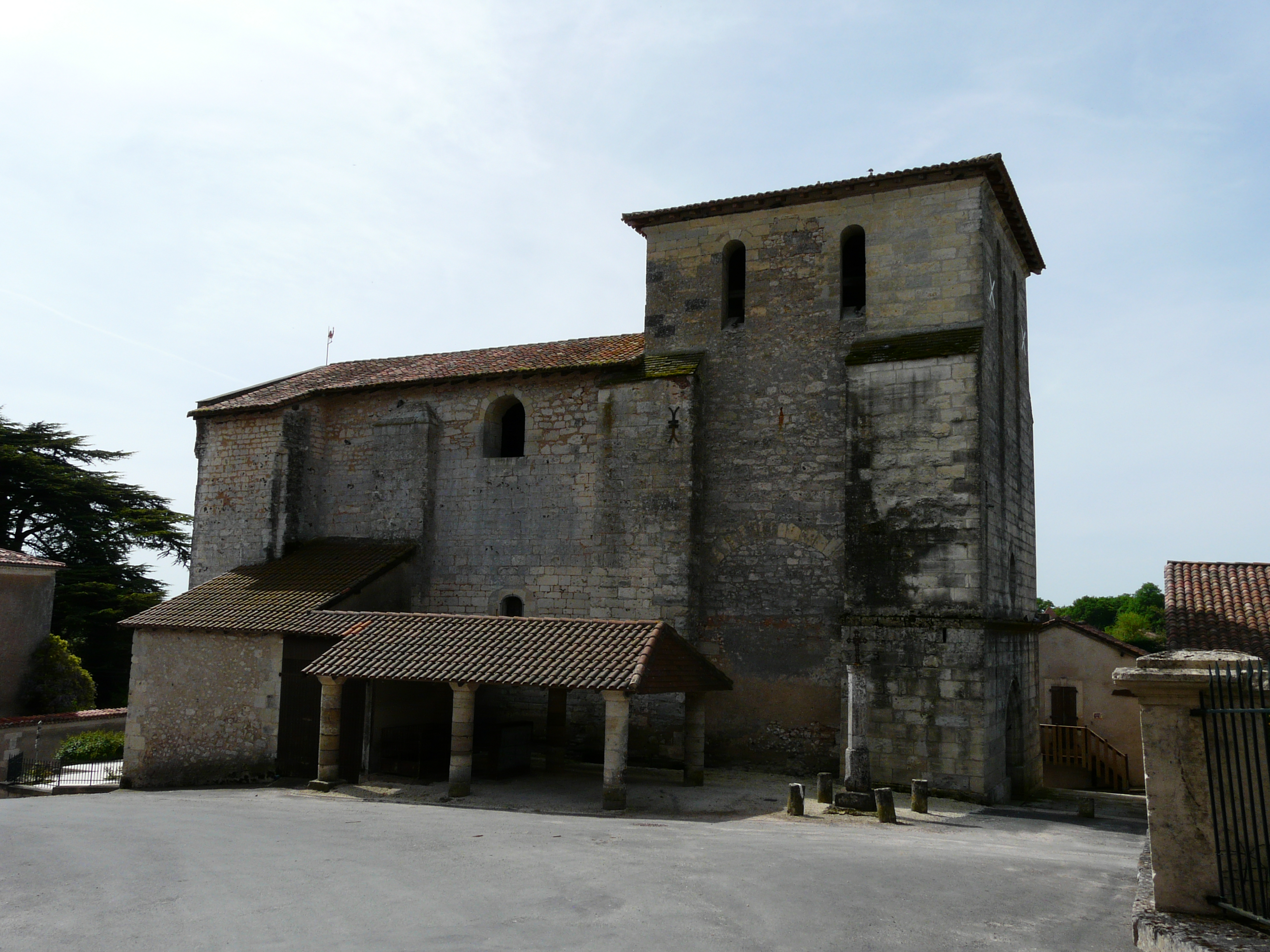
La Chapelle-Gonaguet : église Saint-Michel.

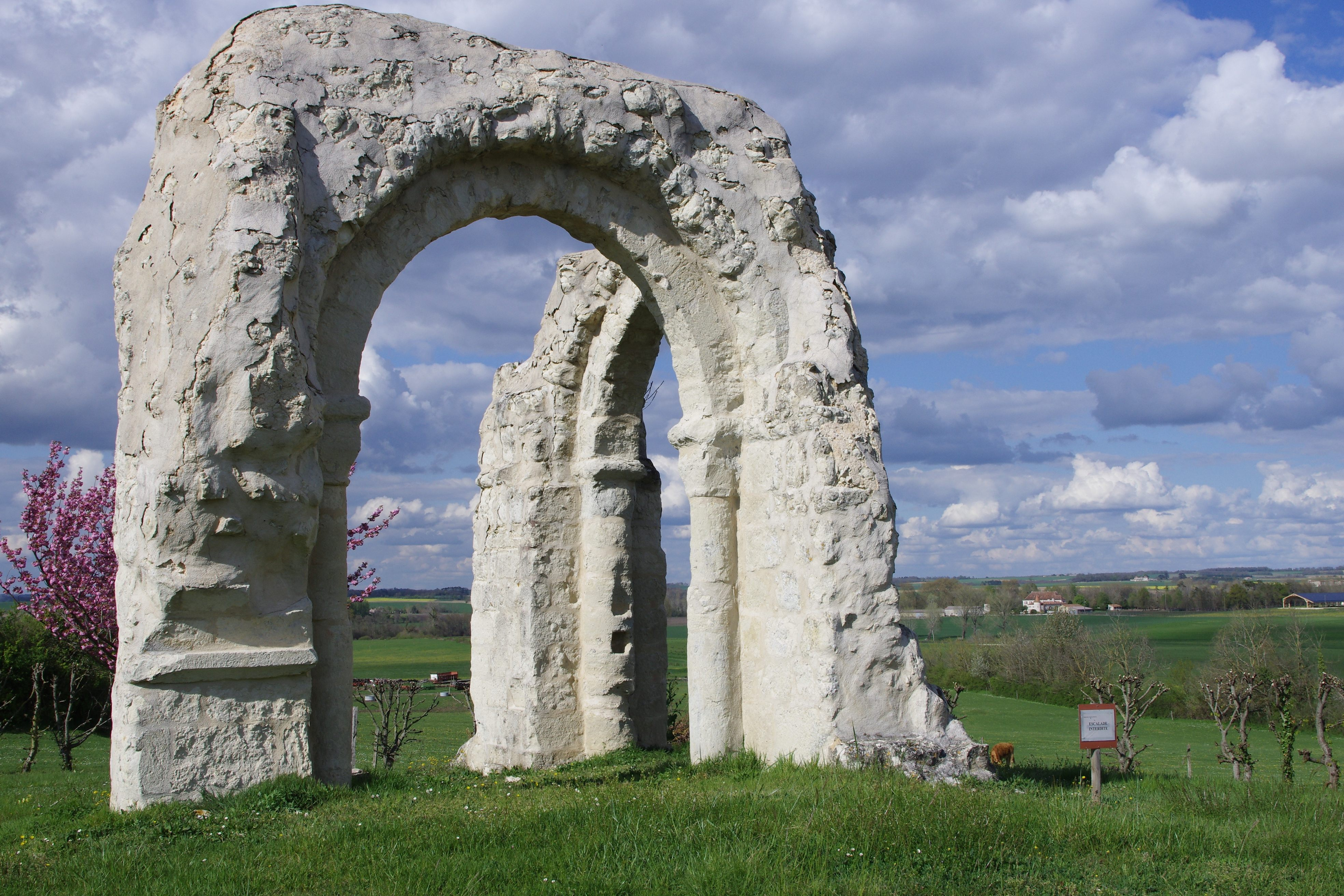
La Chapelle-Grésignac : vestiges de l'église Saint-Jean.

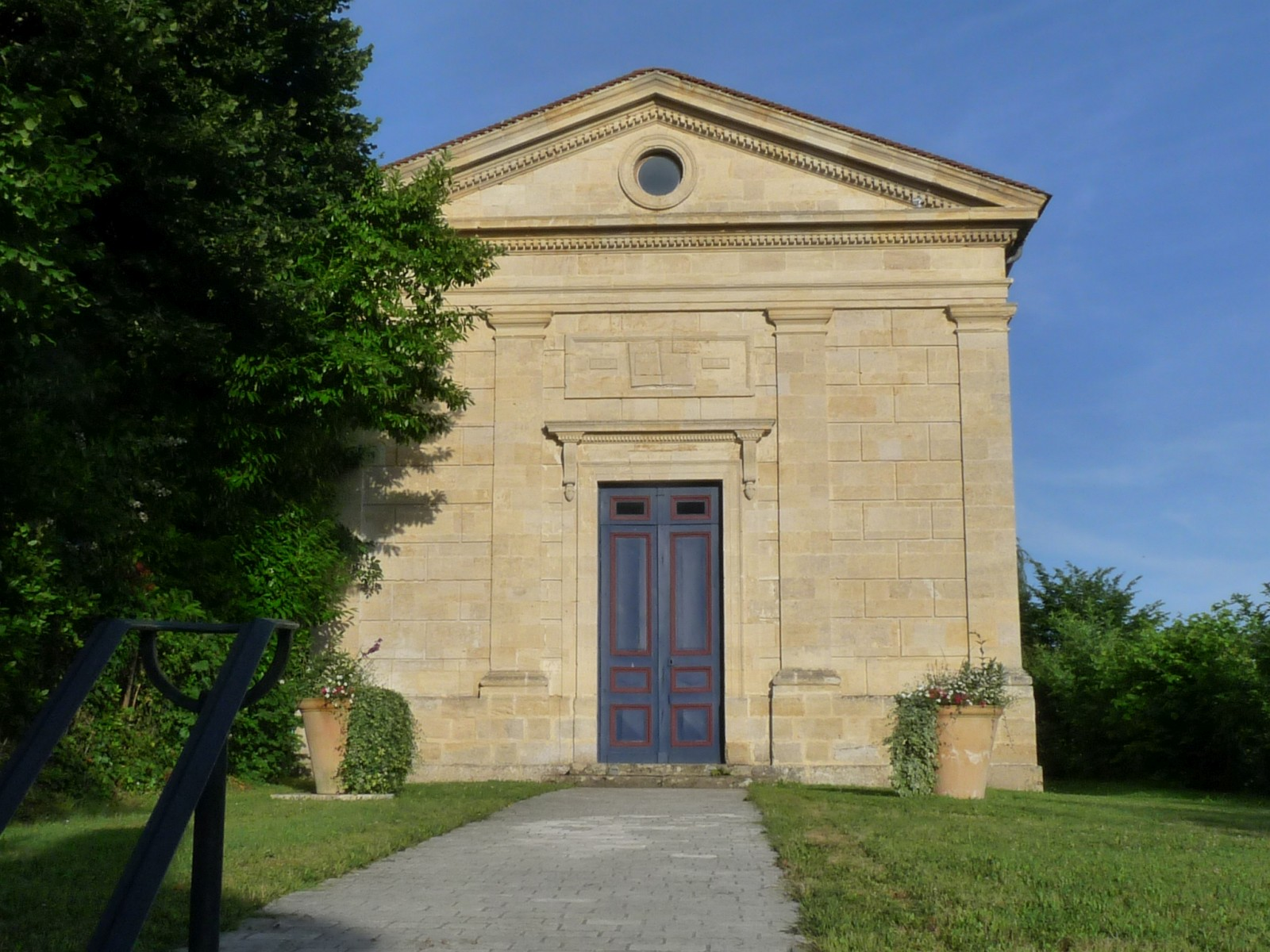
La Roche-Chalais : l'ancien temple.

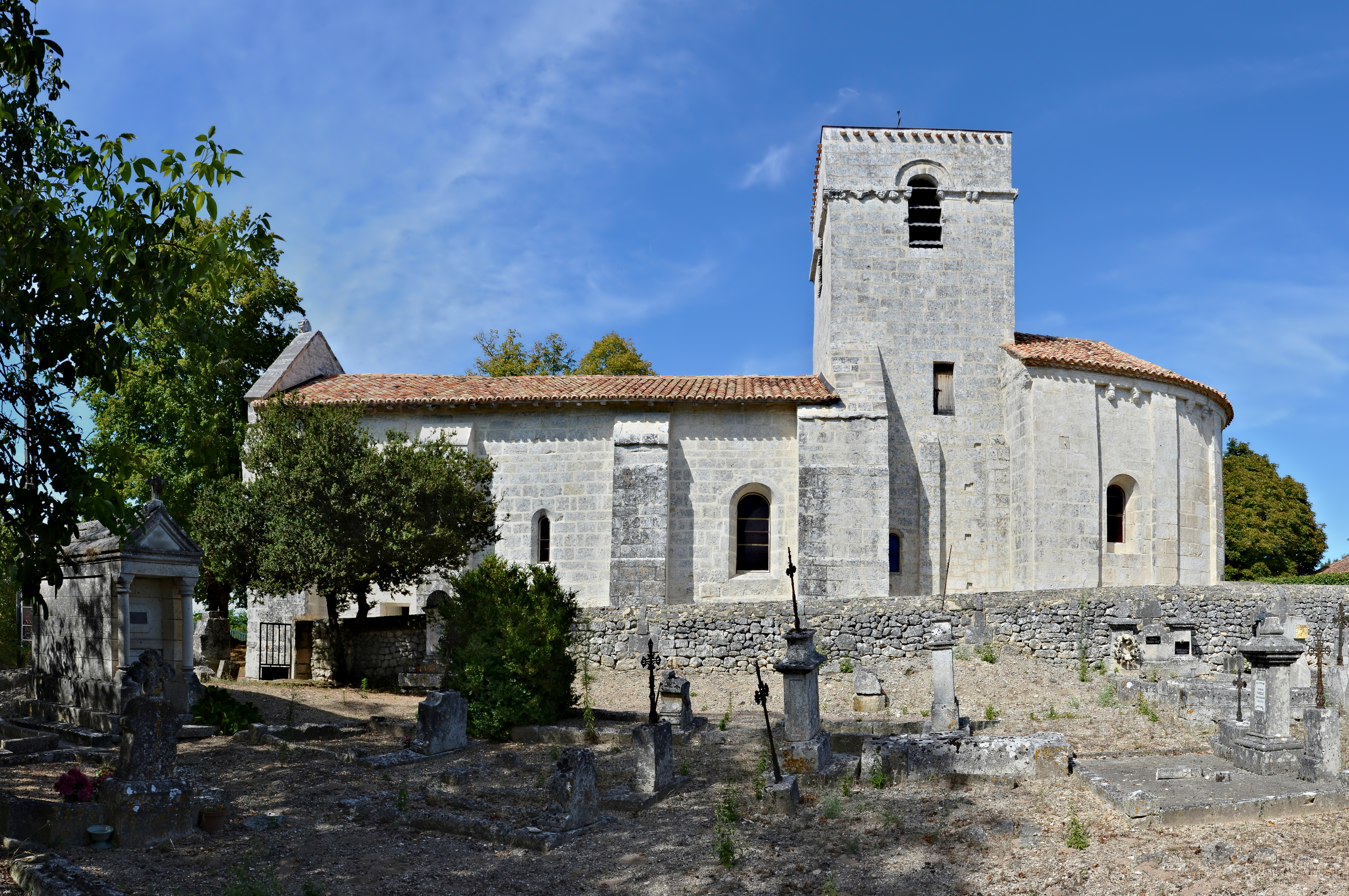
La Rochebeaucourt-et-Argentine : église Saint-Martin d'Argentine.

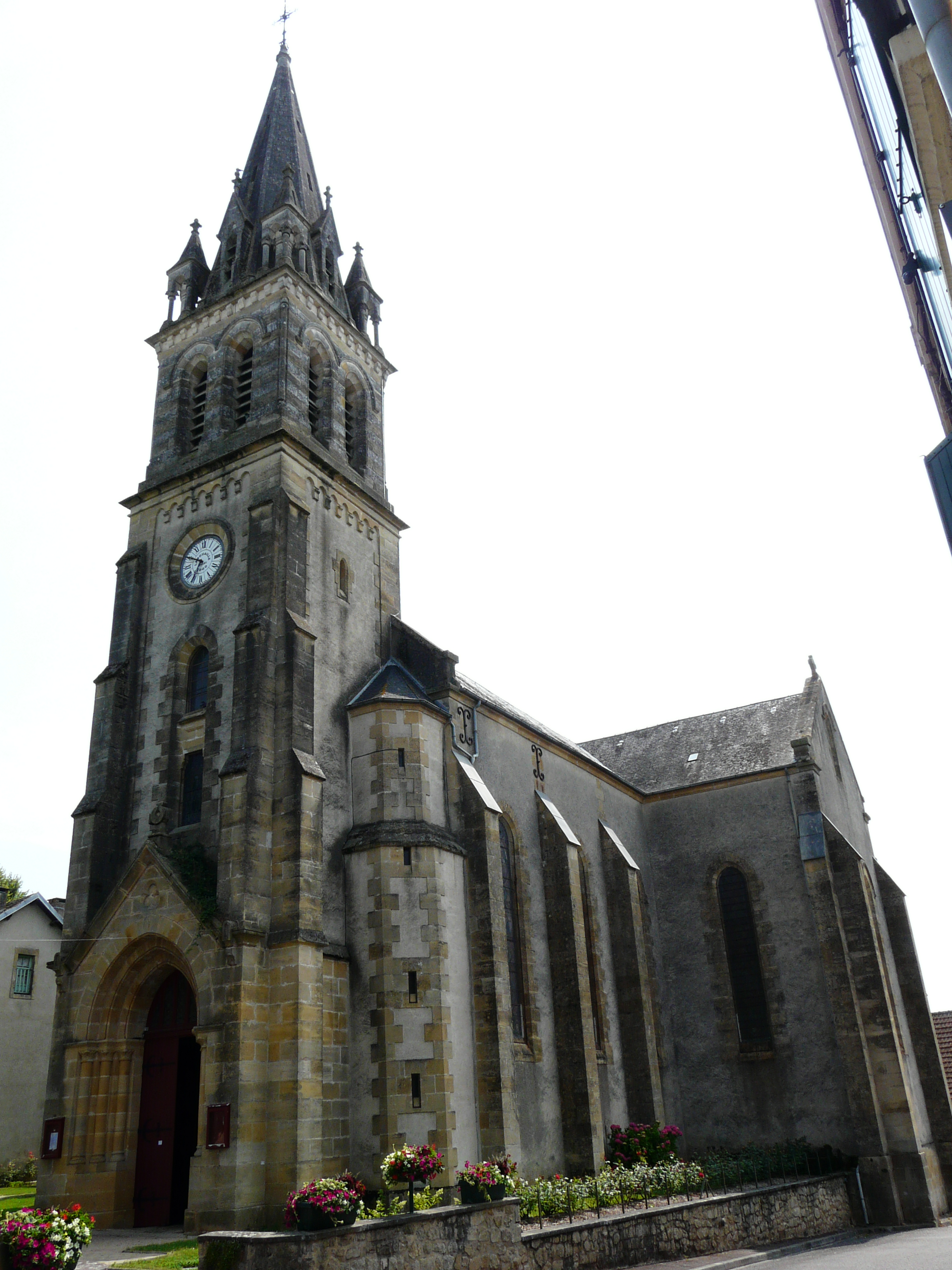
Lanouaille : église Saint-Pierre-ès-Liens.

  - église Notre-Dame de l'Assomption (prieuré du XIIe siècle, pillée et partiellement détruite et reconstruite au XVe siècle, inscrite aux monuments historiques)
  - ruines de la chapelle Saint-Roch
  - église de Petit Jumilhac (XIIe siècle, inscrite aux monuments historiques)
  - prieuré Notre-Dame de Puymartin (XIIe et XIIIe siècles, en ruines, inscrit aux monuments historiques)
  - église orthodoxe Notre-Dame de la Sainte-Trinité - Ermitage de Saint-Colomban
- La Chapelle-Gonaguet :
  - église Saint-Michel (XIIe siècle), remaniée aux XIVe et XVIe siècles, retable du XVIIe siècle)
  - prieuré de Merlande (1143, classé monument historique)
- La Chapelle-Grésignac :
  - église paroissiale Saint-Étienne (de la Chapelle, XVIIe siècle, restaurée aux XIXe et XXe siècles)
  - vestiges de l'église Saint-Jean (de Grésignac, XIIe siècle)
- La Chapelle-Montabourlet : église Saint-Barthélemy (XIIe siècle)
- La Douze :
  - église Saint-Pierre-ès-Liens (XVe – XVIe siècle, inscrite au titre des monuments historiques)
  - chartreuse des Martinies (fin XVIIe ou début XVIIIe siècle)
- La Gonterie-Boulouneix :
  - église (de La Gonterie, XVIIIe siècle)
  - église (de Boulouneix, XIIe siècle, inscrite aux monuments historiques)
  - vestiges du prieuré bénédictin de Belaygue (XIIe siècle, inscrit aux monuments historiques)
- La Jemaye : église Saint-Vivien (XIIe siècle, remaniée aux XIXe et XXe siècles)
- La Roche-Chalais :
  - église Notre-Dame de l'Assomption (ancienne église en bois, délabrée, reconstruite de 1868 à 1871)
  - temple protestant (construit de 1843 à 1845)
- La Rochebeaucourt-et-Argentine :
  - église Saint-Théodore (La Rochebeaucourt, ancien prieuré du XIe siècle, classée monument historique)
  - chapelle Saint-Martin (d'Argentine, classée monument historique)
- La Tour-Blanche : église Saint-Pierre-et-Saint-Paul (XVe et XIXe siècles, ancienne chapelle d'un hospice a remplacé l'église Saint-Sébastien incendiée lors des guerres de religion)
- Lacropte : église Saint-Agnan (XIXe siècle)
- Lanouaille : église Saint-Pierre-ès-Liens
- Le Bourdeix : église Saint-Pierre et Saint-Paul (reconstruite vers 1600, inscrite au titre des monuments historiques)
- Le Pizou : église Notre-Dame-de-l'Assomption (XVIIe siècle)
- Les Eyzies-de-Tayac-Sireuil
- Les Lèches :
  - église Saint-Laurent (XIXe siècle)
  - chapelle Saint-Thomas (de Tresséroux, XIIe siècle, restaurée à partir de 1998, classée monument historique)
- Léguillac-de-Cercles : église Saint-Maurice
- Léguillac-de-l'Auche :
  - église Saint-Cloud (XIXe siècle)
  - ruines de l'église prieurale Sainte-Marie (de La Faye, dépendant de l'abbaye angoumoisine Notre-Dame de La Couronne, (XIIIe siècle)
- Lisle : église Saint-Martin (fin du XIIe siècle, la nef est remontée au XVIe siècle, classée monument historique)
- Lusignac : église Saint-Eutrope (XIIe siècle, remaniée aux XIIIe et XVIe siècles, inscrite aux monuments historiques)
- Lussas-et-Nontronneau :
  - église Saint-Étienne (de Lussas, XIIe siècle)
  - église Saint-Jean (de Nontronneau)
  - ruines de l'ancienne église Sainte-Radegonde (de Fontroubade, XIIe siècle, inscrite au titre des monuments historiques)

### M

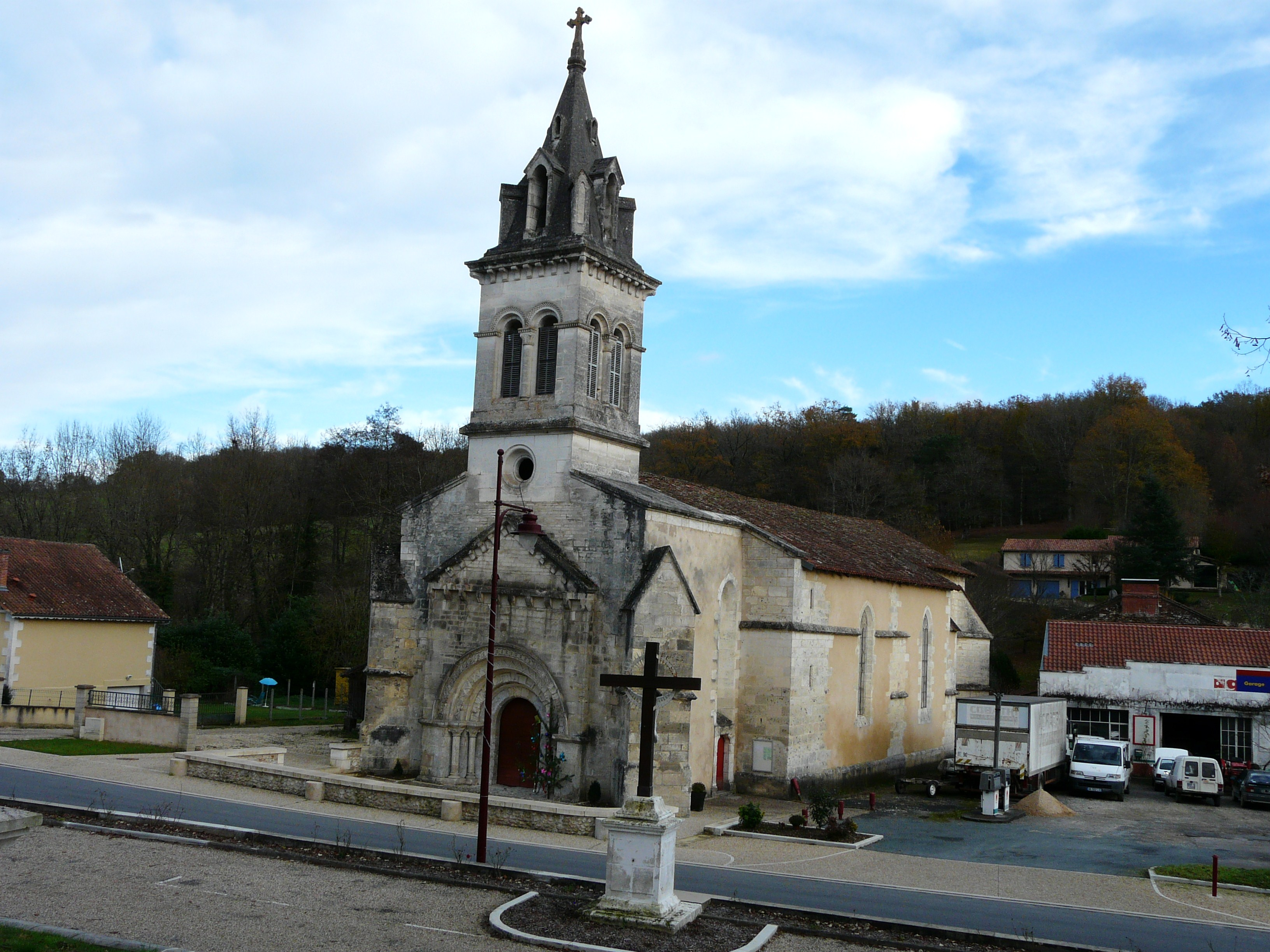
Manzac-sur-Vern : église Saint-Pierre-ès-Liens.

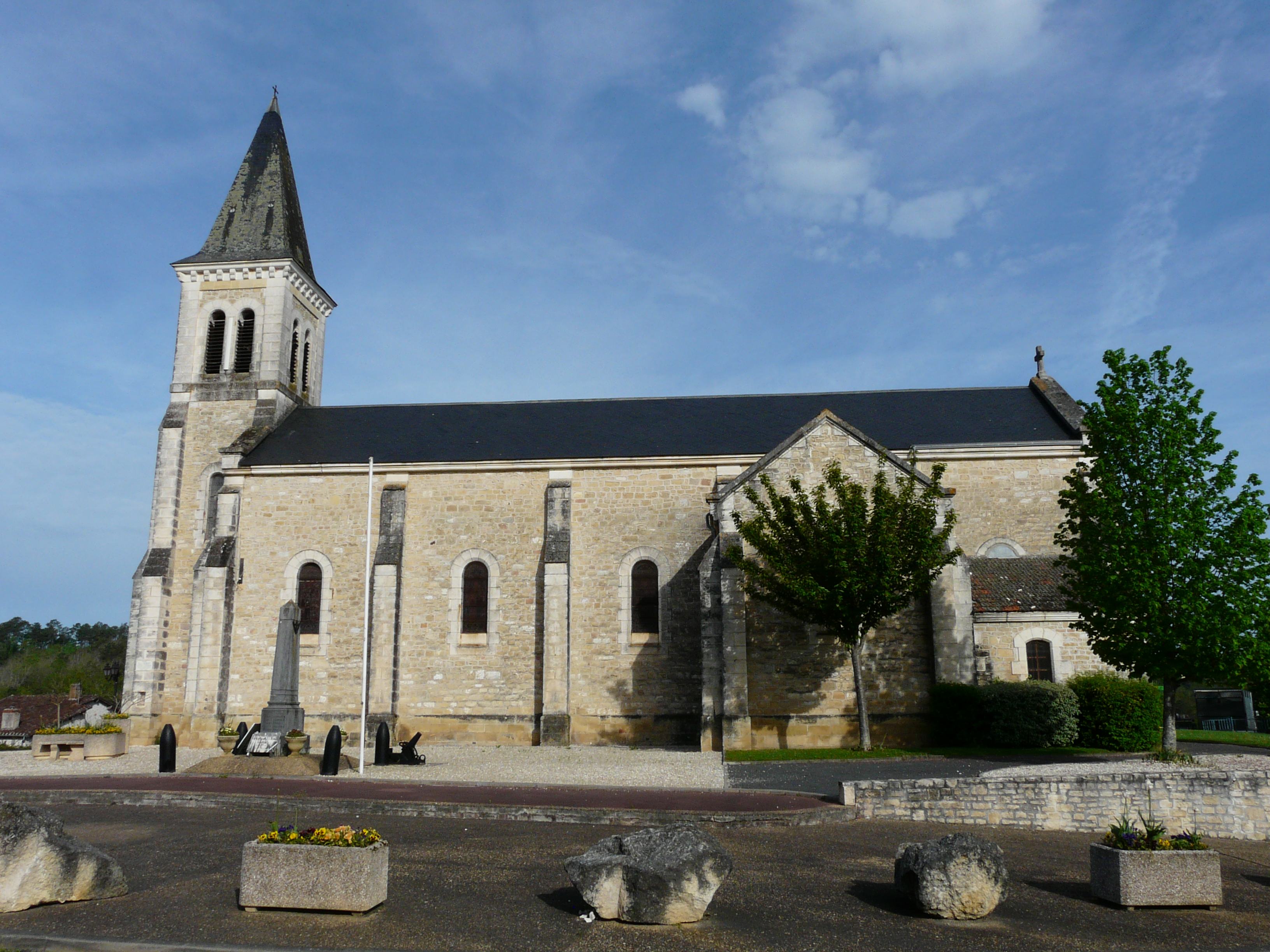
Marsaneix : église Saint-Gilles.

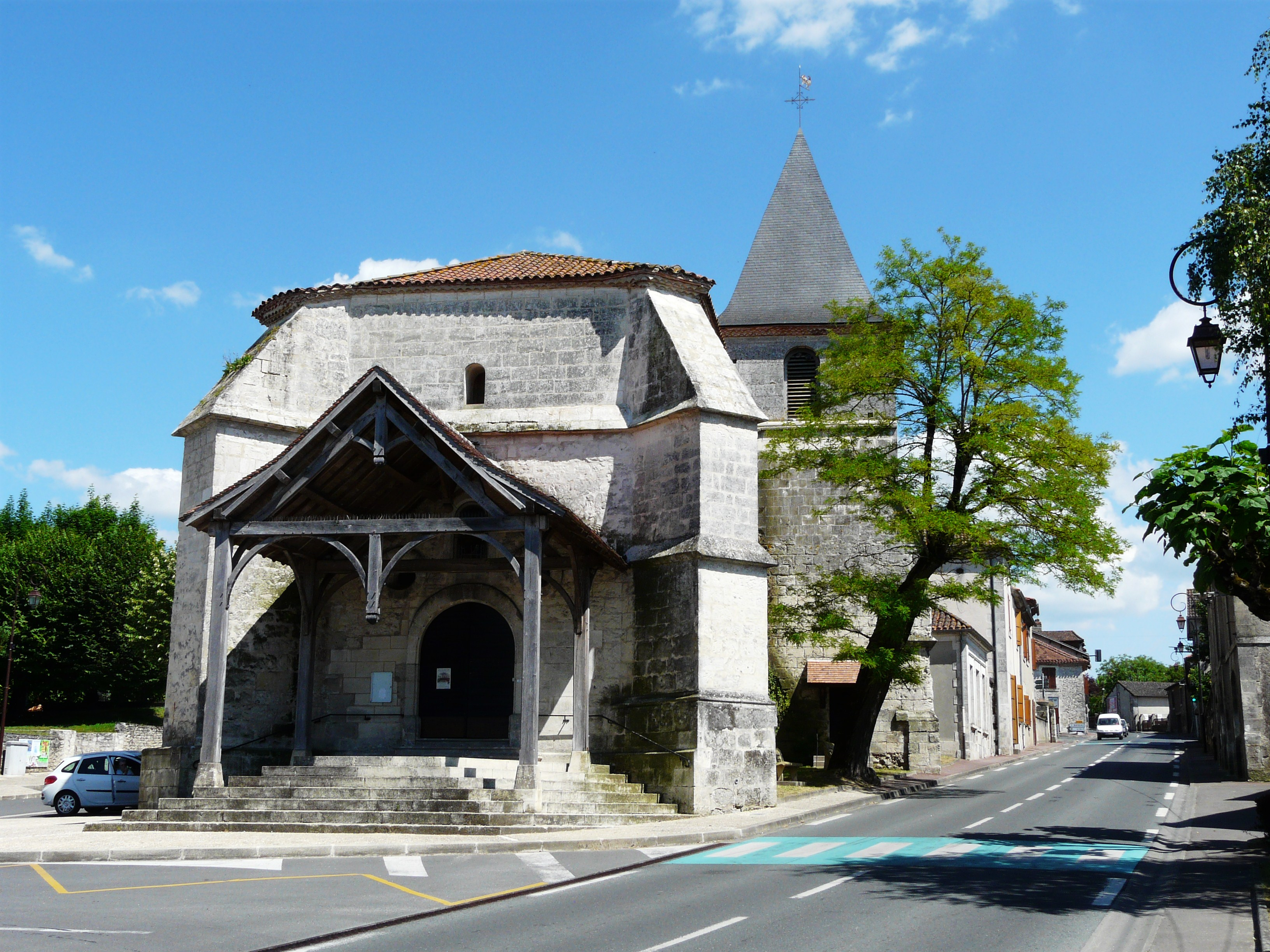
Mensignac : église Saint-Pierre-et-Saint-Paul.

- Manzac-sur-Vern : église Saint-Pierre-ès-Liens (XVe siècle, restaurée à la fin des années 1990)
- Mareuil :
  - église Saint-Pardoux, classée au titre des monuments historiques)
  - ruines de l'église Saint-Priest (XIIe siècle, inscrite au titre des monuments historiques)
  - église Saint-Laurent (XIIe siècle, agrandie aux XVe et XVIe siècles)
- Marsac-sur-l'Isle : église Saint-Saturnin (XIIe siècle, retouchée au XVe siècle, inscrite au titre des  monuments historiques)
- Marsaneix : église Saint-Gilles (fin XIXe, début XXe siècle)
- Mauzac-et-Grand-Castang :
  - église Saint-Roch (de Mauzac, XIXe siècle)
  - église Saint-Pierre Saint-Paul (de Grand-Castang)
- Mayac : église Saint-Saturnin (XIIe siècle, inscrite aux monuments historiques)
- Mensignac :
  - église Saint-Pierre-et-Saint-Paul XIIe siècle, chœur du XVe siècle)
  - église de Chantegéline (aujourd'hui Chantepoule, XIIe, XIVe et XIXe siècles)
- Ménesplet : église Saint-Jean-Baptiste (XIXe siècle)
- Milhac-de-Nontron :
  - église Saint-Martin
  - chapelle de Chantres (XIIe siècle, reste du prieuré Saint-Blaise de l'ordre du Dalon)
- Monpazier :  église Saint-Dominique (XIIIe au XVIe siècle)
- Monsec : église Notre-Dame-de-la-Nativité (début du XVIe siècle, inscrite au titre des monuments historiques)
- Montagnac-la-Crempse :
  - église Saint-Martin (XIIe siècle)
  - chapelle Sainte-Marie des Gueyrals (XIIe siècle)
  - chartreuse du Claud
  - chartreuse de la Freunie
  - chartreuse de Gardonne (XVIIe siècle)
- Montagrier :
  - église Sainte Madeleine (ancien prieuré des XIe et XIIe siècles dépendant de l'abbaye de Brantôme, remaniée à la fin du XIXe siècle, classée monument historique)
  - chapelle Saint Sicaire (XIXe siècle, deux sculptures en façade proviennent de l'ancienne église du XIIIe siècle)
  - chapelle Saint Georges (transformée en salle d'expositions)
  - croix hosannière
- Montignac-Lascaux : église Saint-Martin de Montignac (XIXe siècle)
- Montpeyroux : église Saint-Pierre-ès-Liens (XIe et XIIe siècles, classée monument historique)
- Montpon-Ménestérol :
  - église Notre-Dame-de-l'Assomption (de Montpon, XIXe siècle)
  - église Saint-Pierre-ès-Liens (de Ménesterol, XIIe et XVIe siècles, inscrite au titre des monuments historiques)
- Montrem :
  - église Saint-Pierre-ès-Liens (de Montrem, XIIe siècle, partiellement inscrite au titre des monuments historiques)
  - église Notre-Dame (de Montanceix, XIXe siècle)
- Mouleydier :
  - église Saint-Cybard
  - chapelle Notre-Dame
- Mussidan :
  - église Saint-Georges (XIXe siècle)
  - ancienne église Notre-Dame du Roc (XVIe et XVIIe siècles, transformée en cinéma)

### N
- Nanteuil-Auriac-de-Bourzac : 

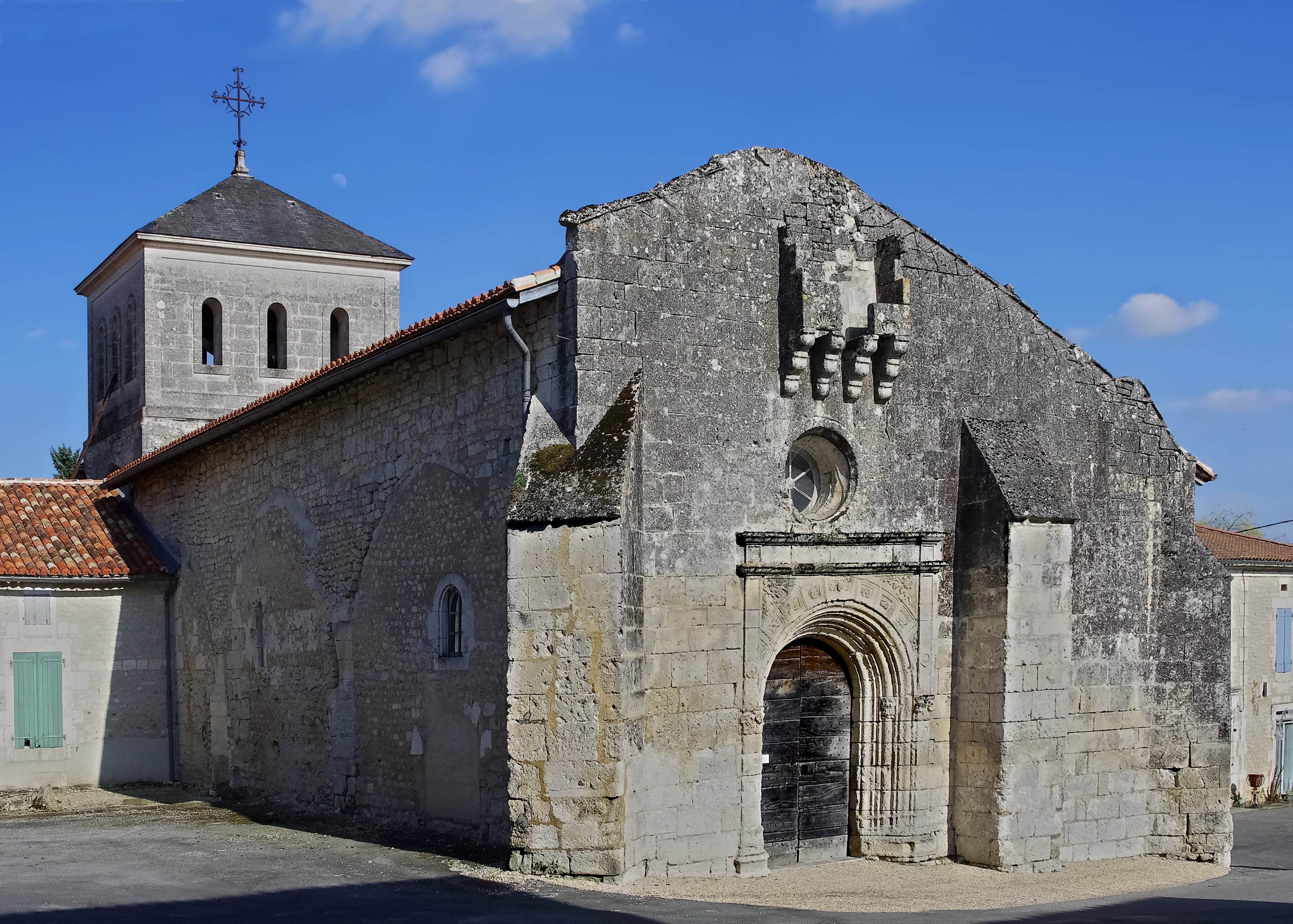
Nanteuil-Auriac-de-Bourzac : église de Nanteuil-de-Bourzac.

  - église Saint-Étienne (de Nanteuil-de-Bourzac, XIIe et du XVIe siècles, portail et chapiteaux inscrits MH)
  - église de la Nativité de Notre-Dame (d'Auriac-de-Bourzac, XIVe siècle, toute reconstruite au XIXe siècle)
- Nantheuil : église Saint-Étienne (XVIe siècle, autel-tabernacle du XVIIe siècle, classée MH)
- Neuvic : église Saint-Pierre-et-Saint-Paul (XIXe siècle)
- Nontron
- Notre-Dame-de-Sanilhac : église Notre-Dame-des-Vertus (XIXe siècle)

### P
- Paussac-et-Saint-Vivien :

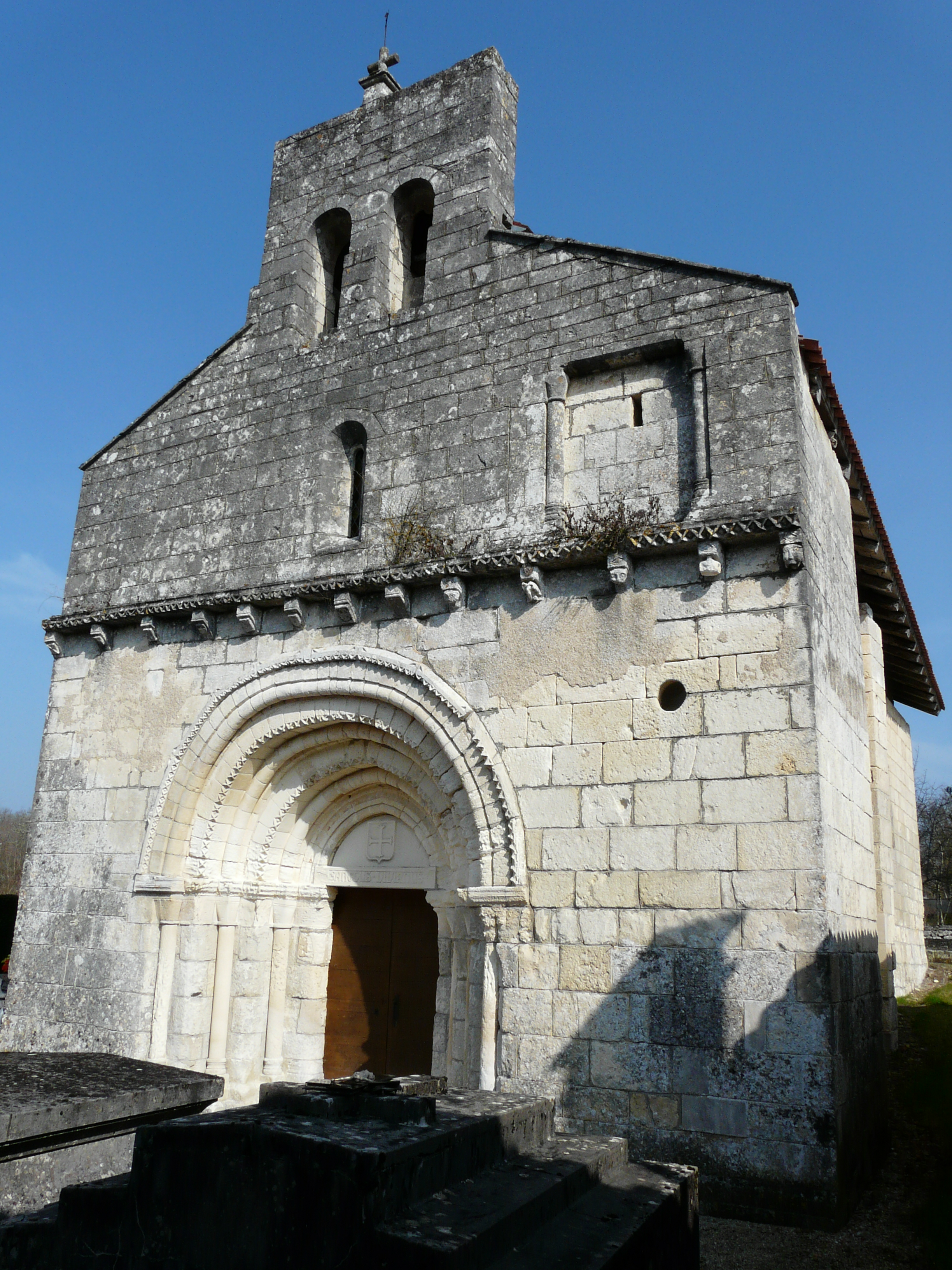
Paussac-et-Saint-Vivien : église Saint-Vivien.

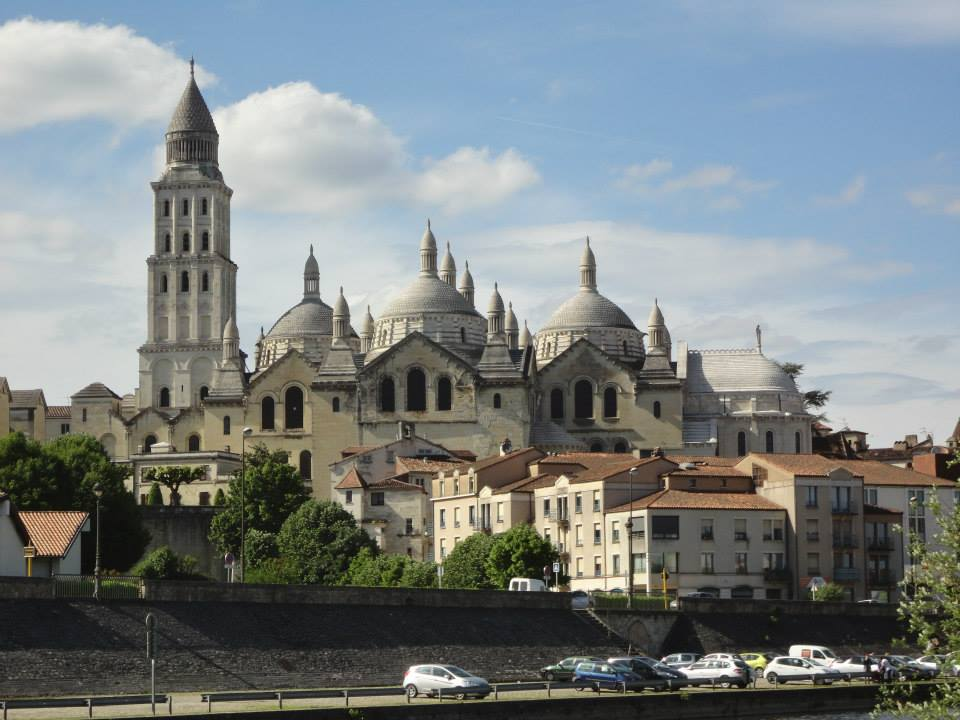
Périgueux : cathédrale Saint-Front.

  - église Saint-Timothée (de Paussac, XIIe au XIVe siècle, classée monument historique)
  - église Saint-Vivien (XIIe et XIIIe siècles)
  - presbytère Saint-Michel (de Paussac, 1901)
- Payzac : église de la Transfiguration (anciens noms : église Saint-Sauveur, église de la Trinité ; clocher tors du XVIe siècle, inscrite aux monuments historiques)
- Petit-Bersac
- Peyzac-le-Moustier : église Saint-Robert (du Moustier)
- Périgueux :
  - cathédrale Saint-Front (église du début du Ve siècle, plusieurs destructions et reconstructions, puis cathédrale à partir de 1669, classée monument historique, inscrite au patrimoine de l'humanité)
  - église Saint-Étienne-de-la-Cité (XIe et XIIe siècles, ancienne cathédrale jusqu'en 1669)
  - église Saint-Georges (construite entre 1852 et 1870)
  - église Saint-Martin (construite en bois de 1868 à 1870, rebâtie en maçonnerie entre 1870 et 1875)
  - église Saint-Jean-Saint-Charles (bâtie entre 1879 et 1892)
  - couvent Sainte-Marthe ( XVIe siècle)
  - dix-huit églises ont disparu :
    - première église Saint-Georges (XIIIe siècle, reconstruite en 1460, détruite au XIXe siècle)
    - église Notre-Dame de Leydrouse
    - église Saint-Astier
    - église Saint-Pierre-ès-Liens (XIe siècle, démolie en 1889)
    - église Saint-Jean-l'Évangéliste (puis Saint-Cloud, vendue comme bien national en 1791, démolie en juillet 1899)
    - église Saint-Pierre-l'Ancien (ou Saint-Pé-Laneys, une des plus vieilles églises, détruite avant 1726)
    - église Saint-Jacques (puis Sainte-Claire, entre 1279 et 1290 monastère de l'ordre des pauvres dames clarisses jusqu'à la Révolution, ruiné par les Huguenots en 1575, rebâti en 1590 ; hôpital en 1793, puis prison et caserne au début du XIXe siècle ; en 1828, de nouveau caserne ; caserne des pompiers en 1973)
    - église Saint-Hilaire (chapelle des pénitents gris à partir de 1699)
    - église Saint-Gervais (XVIIe siècle, devenue étable en 1826, rasée en 1858)
    - église Saint-Eumais (dite aussi Saint-Chamassy ou Saint-Yomay, église paroissiale aux XIIIe et XIVe siècles, devenue simple chapelle au XVIIe siècle)
    - église Sainte-Eulalie (disparue avant 1389, construction sur son emplacement au milieu du XIXe siècle de la chapelle Sainte-Eulalie du lycée Bertran-de-Born)
    - église Saint-Benoît XVIe siècle, disparu, transformée successivement en chapelle, en pensionnat, puis en collège et enfin en lycée en 1848)
    - église Saint-Silain (détruite entre 1793 et 1798)
    - église Saint-Louis (fin du XVIIe siècle, démolie en 1851, remplacée en 1854 par la chapelle Saint-Louis, détruite en 1950)
    - église Saint-Martin (deuxième du nom, succède à un premier édifice du même nom dévasté par les Normands en 849)
    - chapelle Sainte-Ursule (démolie au XIXe siècle)
    - église Saint-Martin (troisième du nom, existait encore en 1871)
    - église Charles (XIe siècle, détériorée par les Anglais puis par les Huguenots, devint un cabaret mal famé au XVIIIe siècle, détruite plus tard)
- Plazac : église Saint-Martin (XIIIe et XVIIe siècles, inscription au titre des monuments historiques)
- Ponteyraud : église paroissiale Saint-Denis (iinscrite monument historique)
- Prigonrieux :
  - chartreuse de Coucombre (fin du XVIIIe siècle, devenue propriété viticole du nom de « château de Combrillac »)
  - chartreuse de Simondie (fin du XVIIIe siècle)
  - chapelle Sainte-Marie-des-Anges (XIXe siècle)
  - église Notre-Dame-de-la-Nativité (XVIIIe et XIXe siècles)
- Puymangou : église Saint-Étienne (ancien prieuré fondé en 1083)

### R

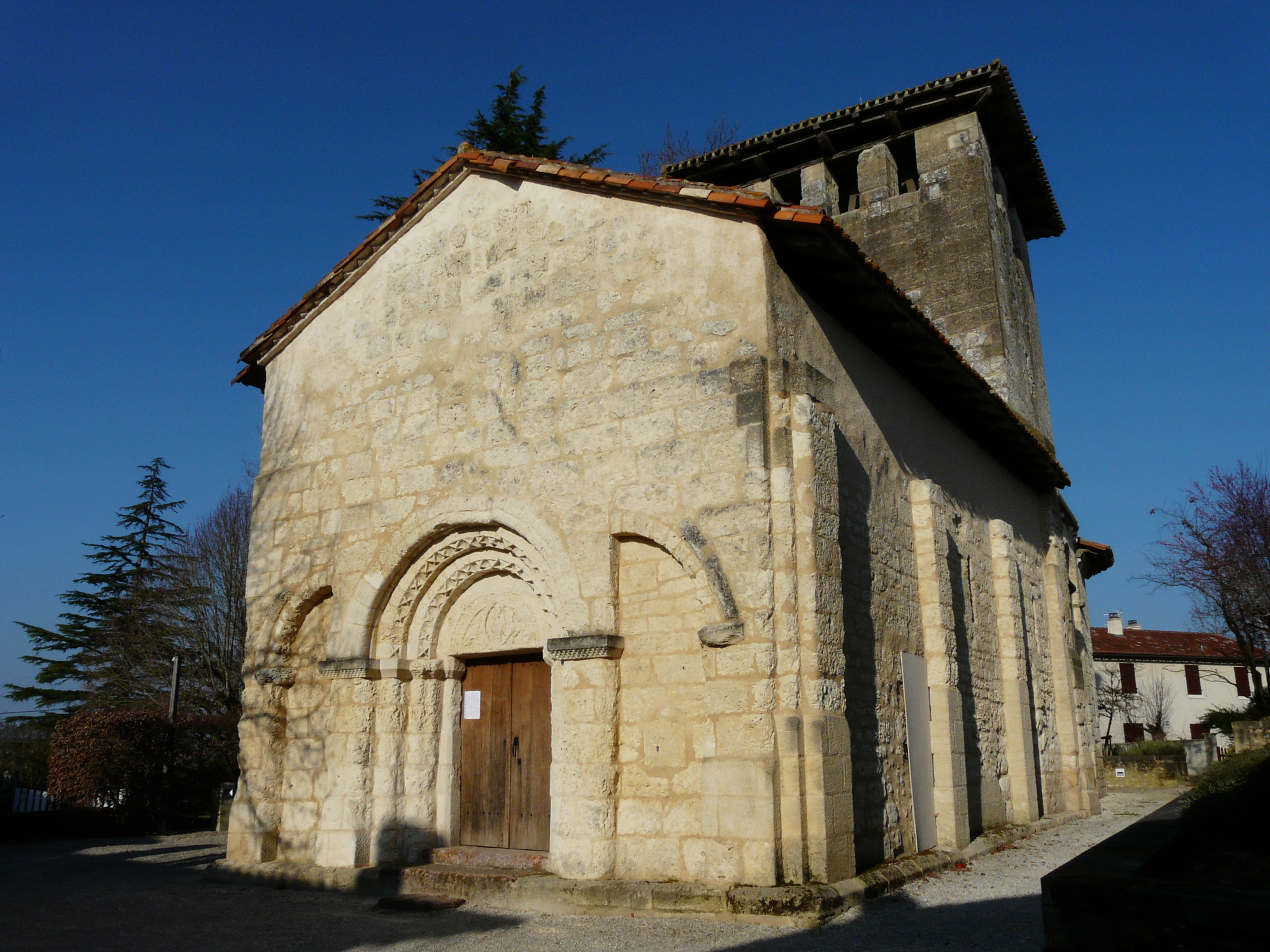
Ribérac : église Saint-Pierre de Faye.

- Razac-sur-l'Isle : église Notre-Dame de l'Assomption
- Ribérac :
  - ancienne église Notre-Dame (XIIe siècle, transformée en salle d'expositions, inscrite au titre des monuments historiques)
  - église Notre-Dame de la Paix (construite en 1933-1934, inscrite au titre des monuments historiques)
  - église Saint-Pierre (de Faye, XIIe siècle, inscrite au titre des monuments historiques)
  - église Saint-Martial (XIIe siècle, chapelle latérale du XVIe siècle)
  - église Saint-Martin
- Rudeau-Ladosse : église Saint-Jean (XIXe siècle)

### S

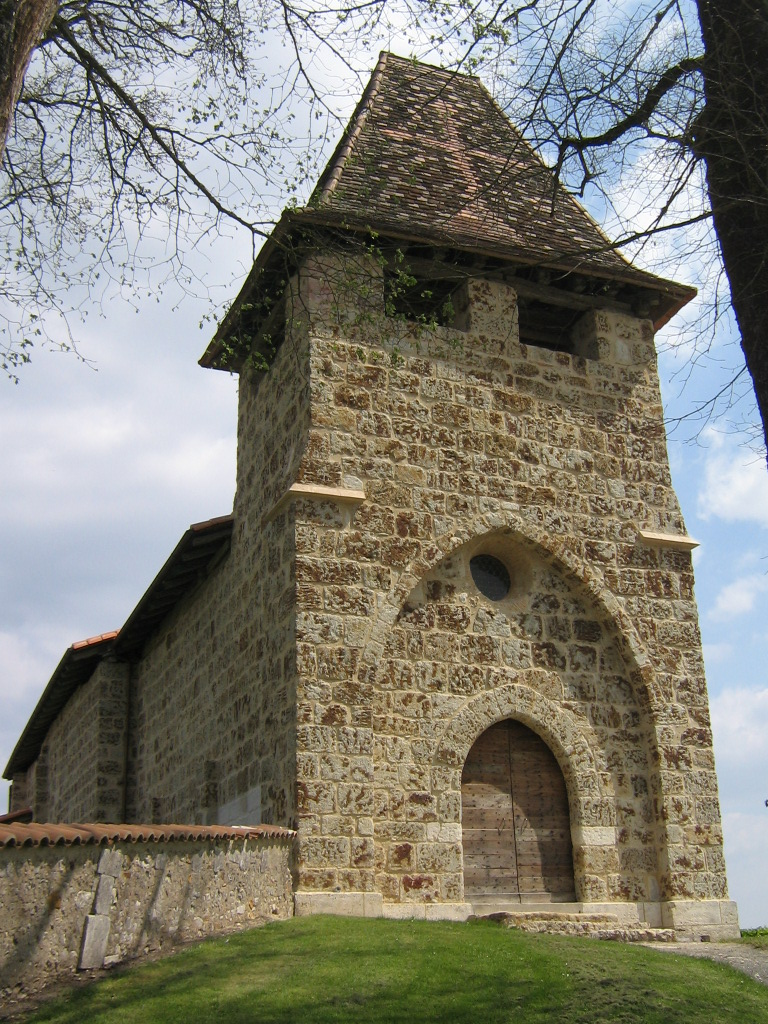
Saint-André-de-Double : église Saint-André.

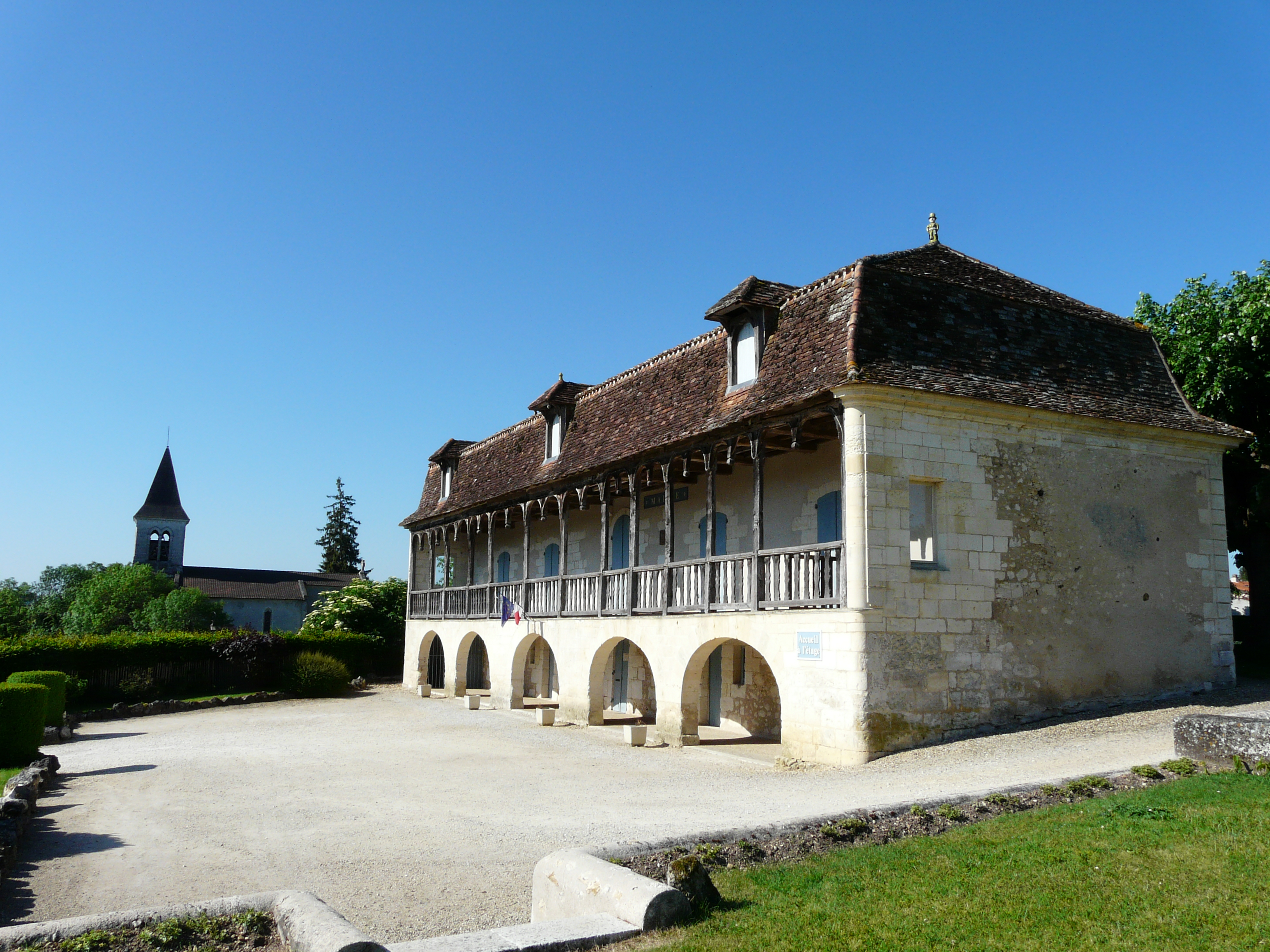
Saint-Front-de-Pradoux : ancien presbytère et église Saint-Front.

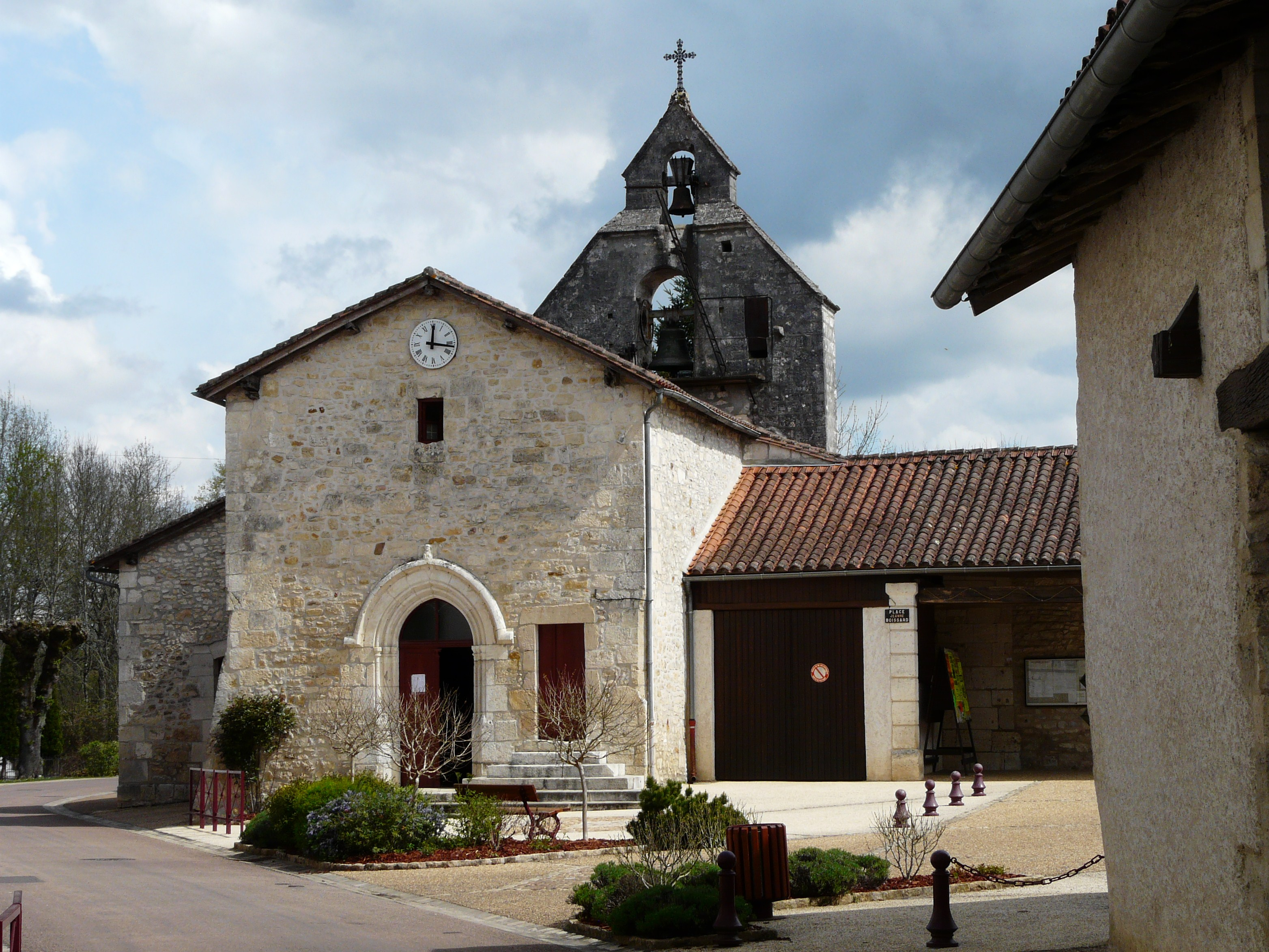
Saint-Front-la-Rivière : église Saint-Front.

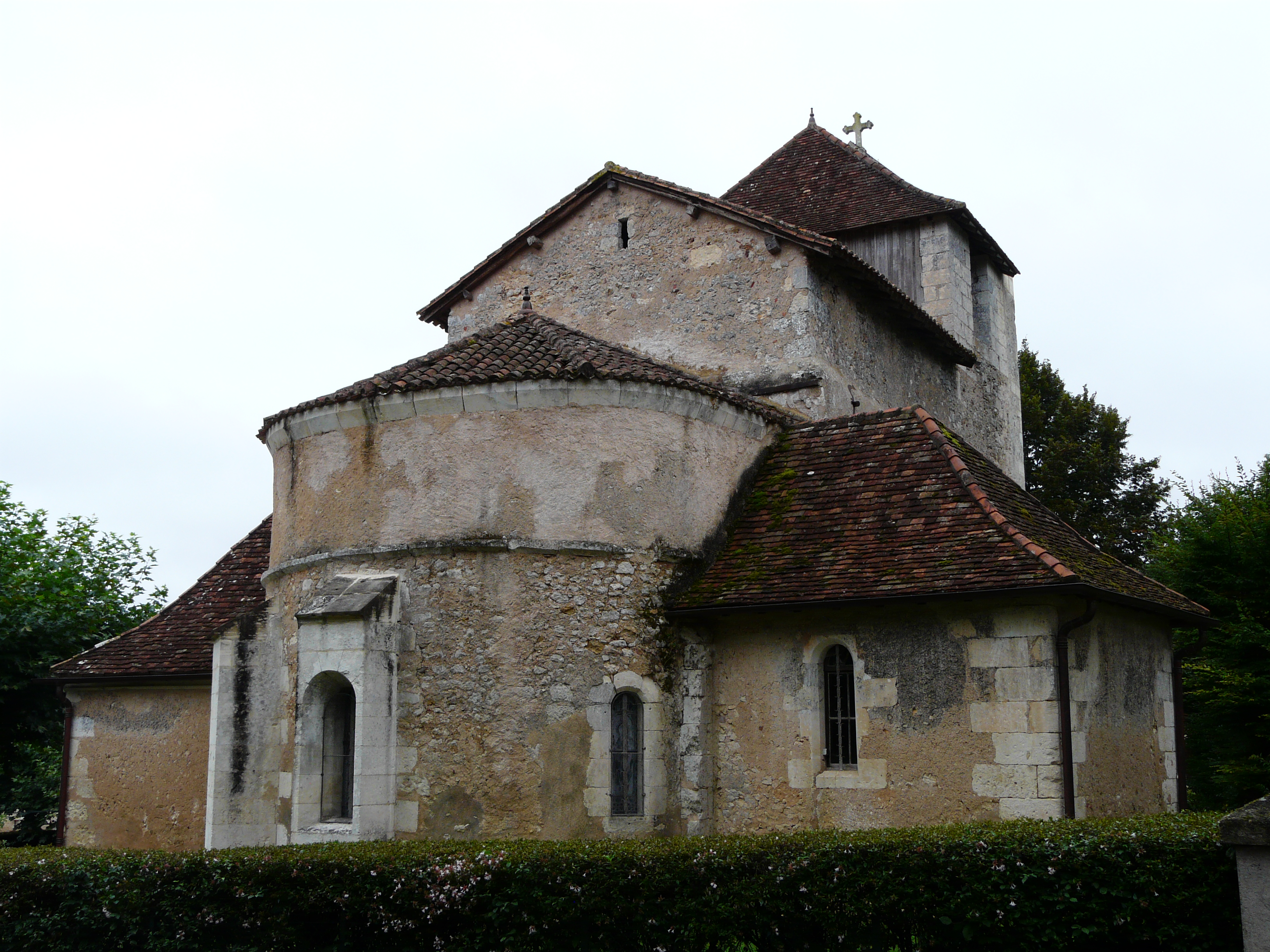
Saint-Hilaire-d'Estissac : église Saint-Hilaire.

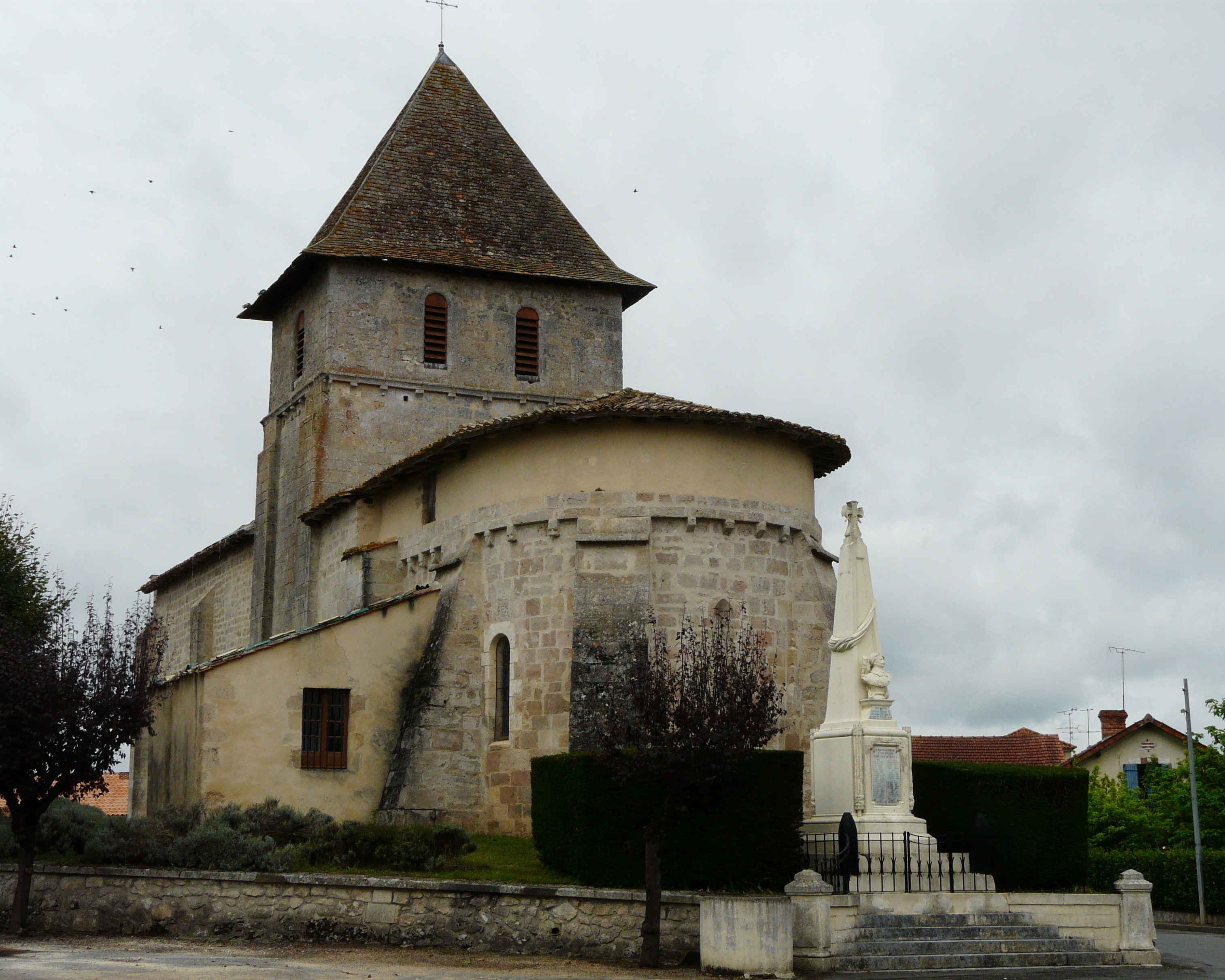
Saint-Martin-de-Gurson : église Saint-Martin.

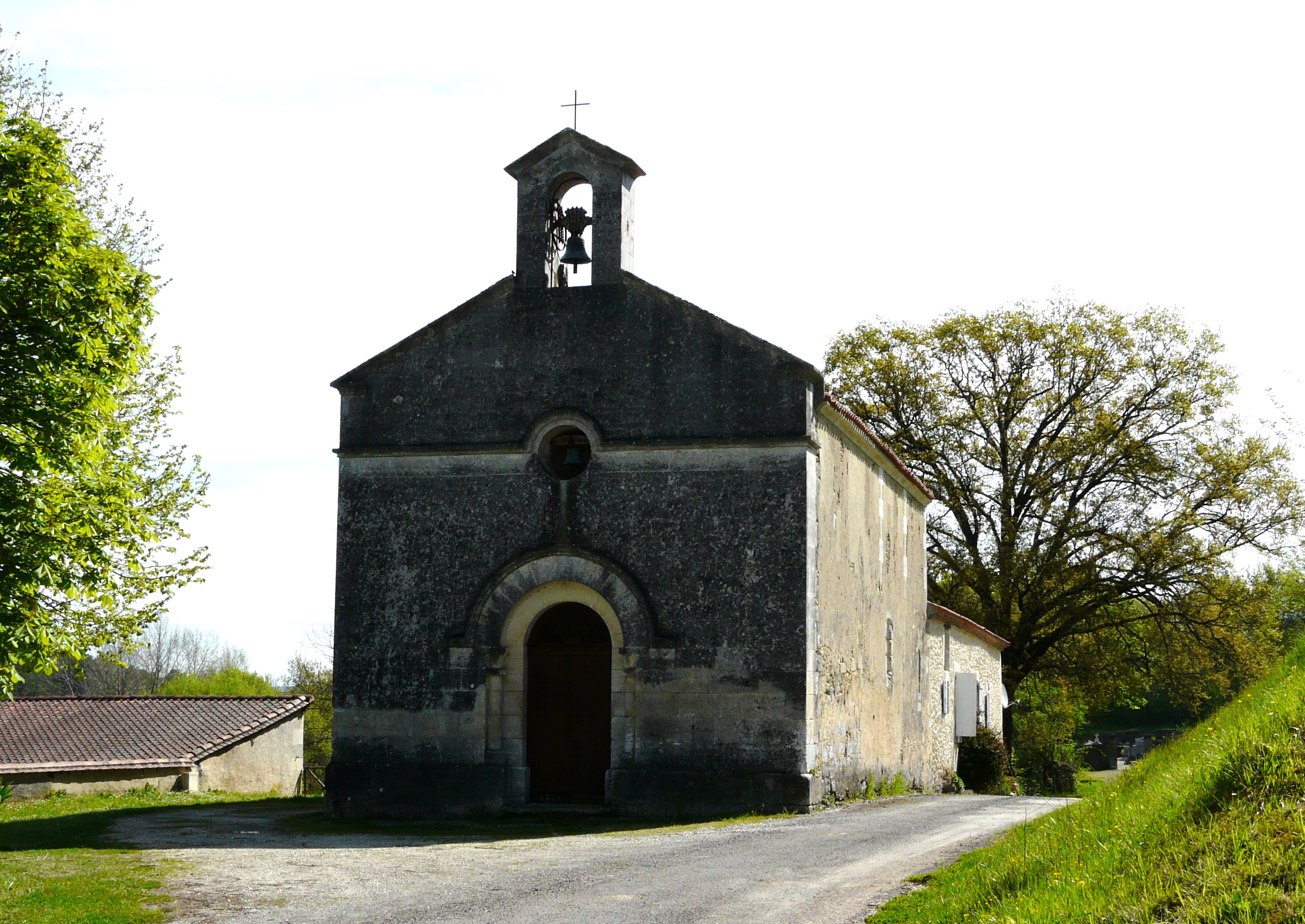
Sencenac-Puy-de-Fourches : église Saint-Symphorien de Sencenac.

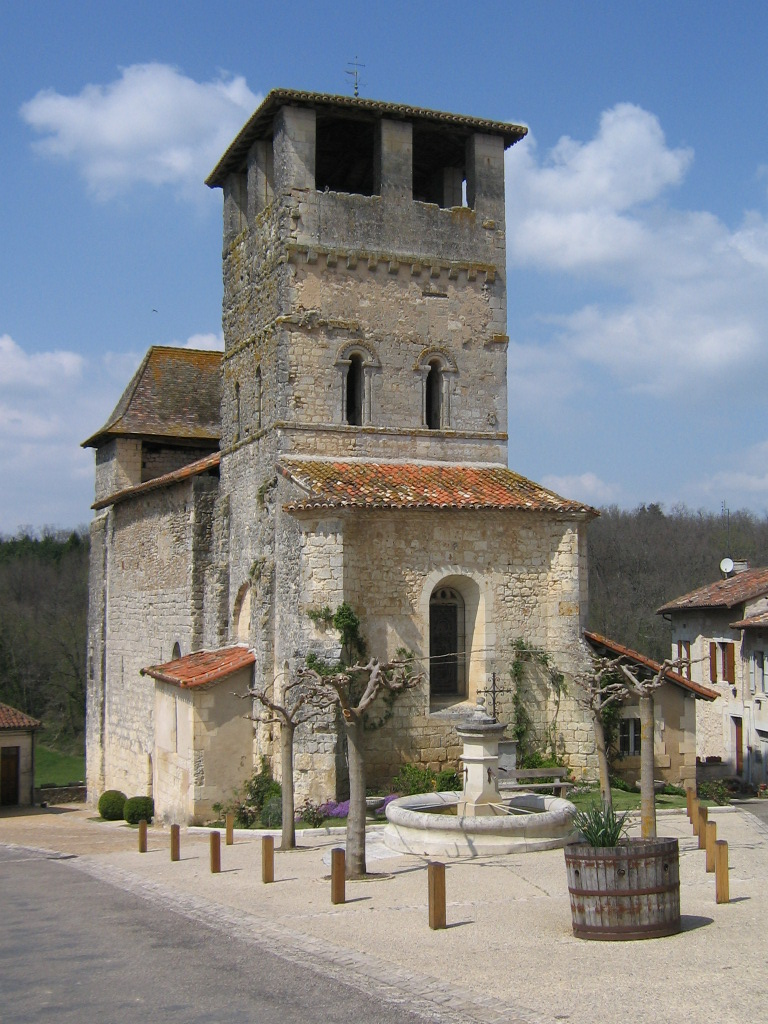
Siorac-de-Ribérac : église Saint-Pierre-ès-Liens.

- Saint-André-de-Double : église Saint-André (XIIIe et XIVe siècles, inscrite MH)
- Saint-Antoine-Cumond : église Saint-Pierre-ès-Liens (de Cumond, XIIe siècle, agrandie aux XIVe et XVIe siècles, restaurée au XIXe siècle, classée MH)
- Saint-Aquilin : église Saint-Eutrope (XVe siècle, inscrite MH)
- Saint-Astier :
  - église Saint-Astier (XIe et XVe siècles, classée MH)
  - chapelle des Bois (XVIIe et XIXe siècles, inscrite MH)
- Saint-Aulaye : église Sainte-Eulalie (XIIe siècle, inscrite MH)
- Saint-Barthélemy-de-Bellegarde : église Saint-Barthélemy (reconstruite au XIXe siècle)
- Saint-Crépin-d'Auberoche :
  - église Saint-Crépin
  - chartreuse du Pinier
  - chartreuse de Vertiol (XIXe siècle))
- Saint-Cyprien :
  - église Saint-Cyprien (XIIIe et XIVe siècles, mobilier intérieur des XVIIe et XVIIIe siècles, classée MH)
  - presbytère (XVIe siècle, inscrit)
- Saint-Estèphe :
  - vestiges du prieuré de Badeix, inscrits MH)
  - église Saint-Étienne (modifiée aux XVe et XVIIe siècles)
- Saint-Étienne-de-Puycorbier : église Saint-Étienne
- Saint-Félix-de-Bourdeilles : église Saint-Félix
- Saint-Front-d'Alemps : église Saint-Front (XIIe et XIXe siècles)
- Saint-Front-de-Pradoux :
  - église Saint-Front (XIXe siècle, éléments du XVe siècle classés MH à titre d'objets)
  - ancien presbytère (XVIIIe siècle, inscrit MH, abrite la mairie)
- Saint-Front-la-Rivière : église Saint-Front (nef du XVIe siècle)
- Saint-Geniès :
  - église Notre-Dame de l'Assomption (chœur et nef du XIIe siècle, ajouts de chapelles à la fin du XIIIe siècle et au XVe siècle)
  - chapelle du Cheylat (ou du Cheylard) (fondée en 1331, classée)
  - chapelle de Pelvézy (XVIIe siècle)
- Saint-Germain-du-Salembre : église Saint-Germain
- Saint-Hilaire-d'Estissac : Église Saint-Hilaire (XIIe siècle, modifiée aux XIVe et XVIIe siècles, inscrite MH)
- Saint-Hilaire-des-Loges : église (inscrite MH)
- Saint-Jean-d'Ataux : église Saint-Jean-Baptiste (XIe siècle, nef refaite au XVIIIe siècle)
- Saint-Jean-d'Estissac : église Saint-Jean-Baptiste
- Saint-Just : église Saint-Just-et-Saint-Jacques
- Saint-Laurent-des-Hommes : église Saint-Laurent des Hommes (détruite en 1362, reconstruite au XVe siècle, saccagée après la bataille de Coutras, restaurée au XIXe siècle, inscrite MH)
- Saint-Léon-sur-l'Isle : église Saint-Léonce (XIIe siècle, modifiée au XVe siècle)
- Saint-Martial-Viveyrol : église Saint-Martial (XIIe et XIIIe siècles, inscrite MH)
- Saint-Martial-d'Artenset : église Saint Martial (IXe siècle, clocher du XIVe siècle, portail du XVIIe siècle)
- Saint-Martial-de-Valette : église Saint-Martial (XIIe siècle, inscrite MH)
- Saint-Martin-de-Gurson : église Saint-Martin (XIIe siècle, classée MH)
- Saint-Martin-de-Ribérac : église Saint-Martin (XIIe et XIXe siècles)
- Saint-Martin-l'Astier : église Saint-Martin (IXe siècle, inscrite MH)
- Saint-Martin-le-Pin : église Saint-Martin (XIIe siècle, inscrite MH)
- Saint-Méard-de-Drône : église Saint-Méard (XIIe siècle, clocher du XIXe siècle, inscrite MH)
- Saint-Méard-de-Gurçon : église Saint-Méard
- Saint-Médard-d'Excideuil : église Saint-Médard (retable du XVIIe siècle)
- Saint-Médard-de-Mussidan : église Saint Médard
- Saint-Michel-de-Double : église Saint-Michel (XIXe siècle)
- Saint-Michel-de-Montaigne : église Saint-Michel (XIIe siècle, partiellement détruite par un incendie au cours des guerres de religion, restaurée au début du XVIIe siècle, classée MH)
- Saint-Michel-l'Écluse-et-Léparon
- Saint-Pardoux-de-Drône : église Saint-Pardoux (XIIIe siècle, nef du XVe ou XVIe siècle, clocher de 1841)
- Saint-Paul-Lizonne : église Saint-Pierre-et-Saint-Paul (XIIe siècle, clocher surélevé au XVIIe siècle, restaurée au XIXe siècle, inscrite MH)
- Saint-Paul-de-Serre :
  - église Saint-Pierre-et-Saint-Paul (XIXe siècle)
  - chartreuse des Bourbous (ou des Bourdoux, XVIIe siècle
- Saint-Paul-la-Roche :
  - maison templière (XIIe et XVIe siècles)
  - église Saint-Pierre et Saint-Paul
- Saint-Pierre-de-Chignac : église Saint-Pierre-ès-Liens (clocher du XIXe siècle)
- Saint-Pierre-de-Côle :
  - chapelle des Ladres (XVe siècle, inscrite MH)
  - église Saint-Pierre-ès-Liens (XIe et XIIe siècles, inscrite MH)
- Saint-Priest-les-Fougères : église Saint-Projet
- Saint-Privat-des-Prés : église Saint-Privat (ancien prieuré bénédictin, XIIe siècle, classée MH)
- Saint-Rabier : église Saint-Pierre-et-Saint-Paul
- Saint-Rémy : église Saint-Rémy
- Saint-Romain-et-Saint-Clément
- Saint-Sulpice-de-Mareuil :
  - croix du XVIIe siècle (à l'entrée du parc du château de la Faye, inscrite MH)
  - église Saint-Sulpice (XIIe et XIIIe siècles, inscrite MH)
- Saint-Sulpice-de-Roumagnac : église Saint-Sulpice (XIIIe siècle, tabernacle du XVIIIe siècle classé MH)
- Saint-Victor : église Saint-Victor (XIIe et XIXe siècles)
- Saint-Vincent-Jalmoutiers : église Saint-Vincent
- Saint-Vincent-de-Connezac : église Saint-Vincent (rebâtie vers 1900)
- Saint-Vivien : église Saint-Vivien
- Sainte-Orse : église Saint-Ours (XIe ou XIIe siècle, clocher-mur du XIXe siècle, inscrite MH)
- Salignac-Eyvigues :
  - ancien couvent (XIIe siècle)
  - église Saint-Loup (d'Eybènes, XIIe siècle, inscrite MH)
  - église Saint-Rémy (d'Eyvigues)
  - église Saint-Julien-de-Brioude (XIVe et XVe siècles
- Sarlande : église Saint-Léger (XIIe siècle, clocher inscrit MH)
- Sarlat-la-Canéda :
  - cathédrale Saint-Sacerdos (XIIe au XIVe siècle))
  - église Sainte-Marie
  - église des Récollets (XVIIe siècle, devenue chapelle des Pénitents blancs au XIXe siècle), puis depuis 1970 musée d'art sacré)
  - ancien évêché (abrite l'Office de tourisme et des salles d'expositions)
  - château épiscopal de Temniac (ruines du XVe siècle)
  - jardin des Enfeus (XIVe au XVIe siècle)
  - lanterne des morts (ou tour Saint-Bernard XIIe siècle)
  - couvent Sainte-Claire
- Savignac-Lédrier :
  - chapelle Notre-Dame de Pitié (XIXe siècle)
  - église Notre-Dame de l'Assomption (comporte deux dalles funéraires du XVIIe siècle classées MH au titre d'objets)
- Segonzac : église Notre-Dame-de-la-Visitation (XIe siècle, agrandie fin XVe début XVIe siècle, inscrite MH)
- Sencenac-Puy-de-Fourches :
  - église Saint-Symphorien (de Sencenac, XIIe et XIIIe siècles)
  - église Notre-Dame (de Puy-de-Fourches, XIXe siècle)
- Siorac-de-Ribérac : église Saint-Pierre-ès-Liens
- Sorges : église Saint-Germain d'Auxerre (XIIe siècle, remaniée au XVIe siècle, inscrite MH)
- Sourzac : église Saint-Pierre-et-Saint-Paul (reconstruite au XVe siècle en style gothique sur des ruines romanes, inscrite MH)

### T
- Thiviers :
  - église Notre-Dame-de-l'Assomption (XIIe siècle, remaniée aux XVIe et XIXe siècles, inscrite MH)
  - église de Pierrefiche (XIXe siècle, érigée à la place d'une chapelle datant de 1601)
- Tocane-Saint-Apre :
  - église Notre-Dame-de-la-Nativité (XIXe siècle)
  - chapelle Notre-Dame de Perdux (fin du XIXe siècle)
- Trélissac : église Notre-Dame-de-l'Assomption

### V

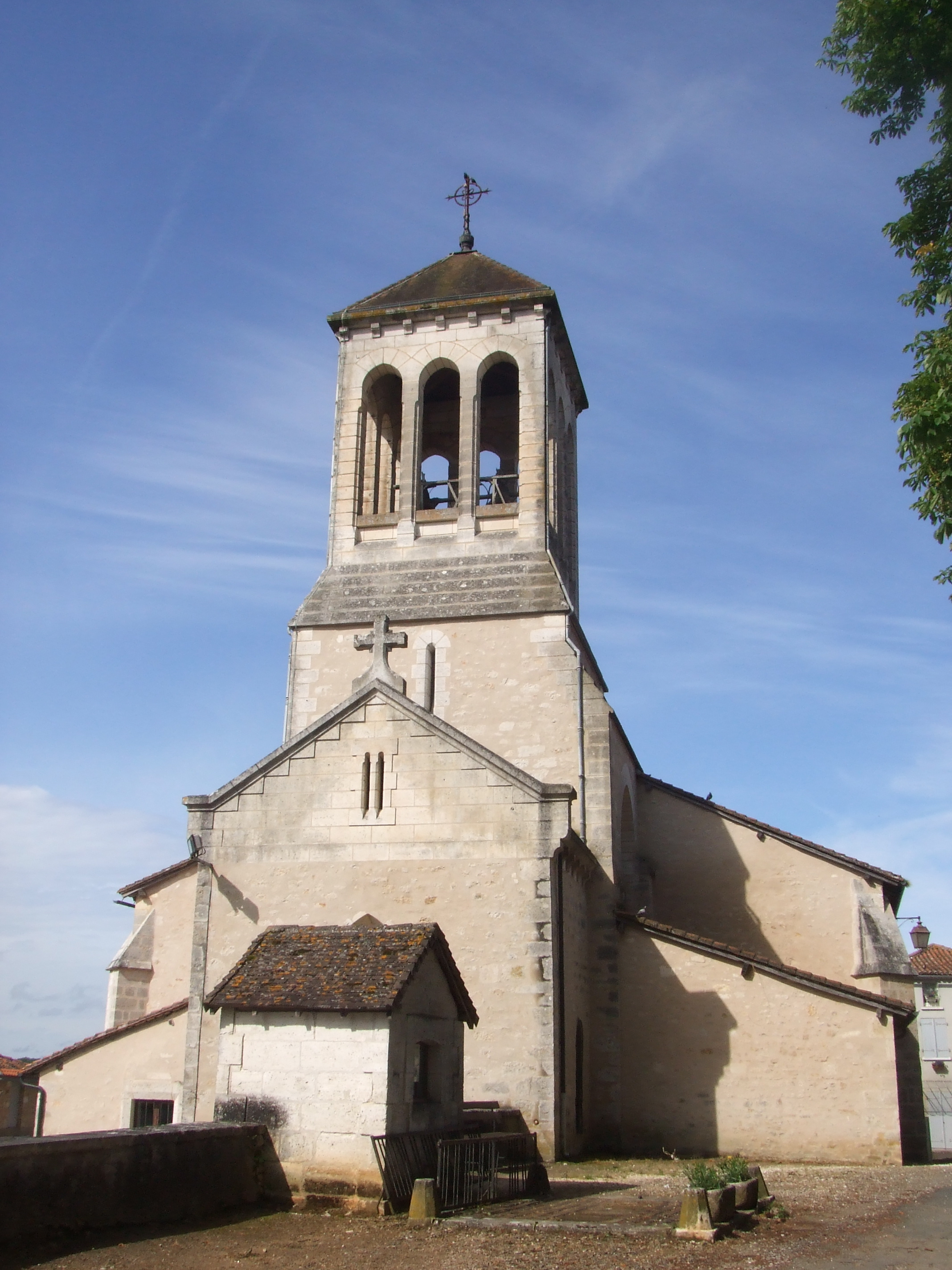
Varaignes : église Saint-Jean-Baptiste.

- Valeuil : église Saint-Pantaléon (XIIe et XVe siècles, inscrite MH)
- Vallereuil : église Notre-Dame-de-l'Assomption (XIIe siècle)
- Vanxains : église Notre-Dame (XIIe et XVIe siècles, classée MH)
- Varaignes : église Saint-Jean Baptiste (XIIe et XIIIe siècles, remaniée aux XVe et XIXe siècles)
- Vendoire : église Notre-Dame-de-l'Assomption (XIIe siècle, consolidée au XIXe siècle, inscrite MH)
- Vergt : église Saint-Jean (XIXe siècle)
- Verteillac : église Notre-Dame-de-l'Assomption (XIIe et XIXe siècles)
- Vieux-Mareuil : église Saint-Pierre-ès-Liens (XIIe siècle, classée MH)
- Villamblard : église Saint-Pierre-ès-Liens (XVIIIe et XIXe siècles)
- Villefranche-de-Lonchat : église Notre-Dame-de-l'Assomption (XIVe et XVe siècles, inscrite MH)
- Villetoureix : église Saint-Martin (XIIe siècle, agrandie au XVIe siècle)